# Хронологія російського вторгнення в Україну (січень 2023)
Ця стаття є частиною Хронології повномасштабного вторгнення Росії до України з 2022 року, яка є частиною хронології російської збройної агресії проти України з 2014 року.
Про події попереднього місяця — див. Хронологія російського вторгнення в Україну (грудень 2022), наступного — див. Хронологія російського вторгнення в Україну (лютий 2023)

## Становище на 1 січня 2023 року

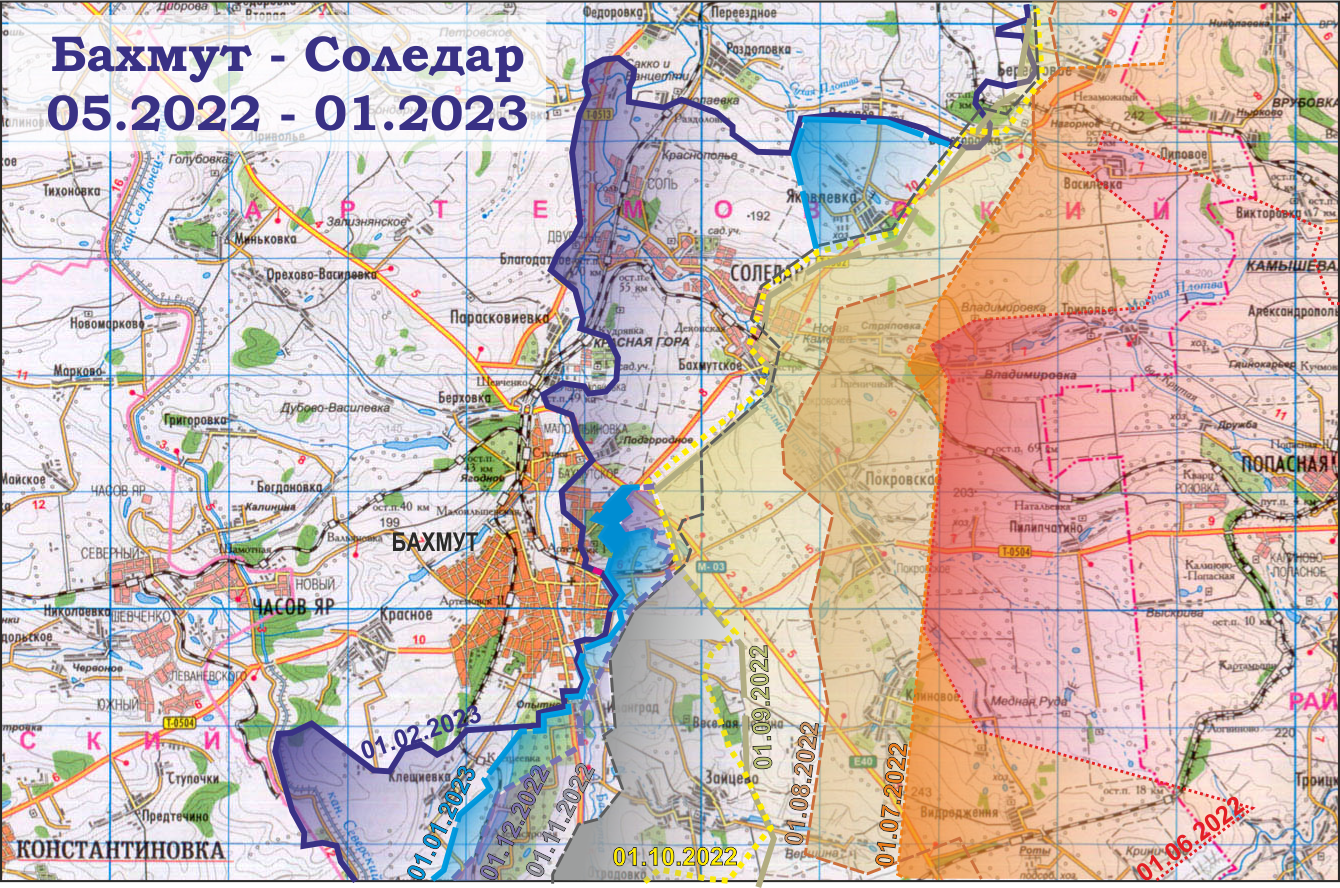
Бої за Бахмут 2022—2023

За добу росіяни завдали 35 авіаційних ударів, зокрема з Шахед-136, їх було збито ЗСУ. Російські окупанти здійснили 16 обстрілів з РСЗВ, у тому ж числі по дитячій лікарні Херсона.
Росіяни після втрати 760 осіб, продовжили спроби наступати на Бахмутському та покращити положення на Куп'янському, Лиманському й Авдіївському напрямках. На Новопавлівському та Запорізькому напрямках росіяни займали оборону, а на Херсонському — перегруповували війська.
На Сіверському та Слобожанському напрямках артилерійських обстрілів зазнали райони населених пунктів Бучки і Ясна Поляна Чернігівщини; Нововасилівка, Винторівка, Чернацьке, Уланове, Студенок, Ходине, Іскрисківщина, Краснопілля і Угроїди на Сумщині та Мороховець, Зелене, Стариця, Огірцеве, Мала Вовча, Мілове, Вовчанськ, Дворічна, Московка і Кам'янка Харківської області.
На Куп'янському напрямку противник обстріляв райони н.п. Масютівка, Орлянське, Кислівка, Котлярівка й Крохмальне на Харківщині та Вільшани та Стельмахівка Луганської області.
На Лиманському напрямку під вогневе ураження потрапили Площанка, Невське, Ямполівка, Торське та Діброва на Луганщині.
На Бахмутському напрямку від вогню різнокаліберної артилерії постраждали райони понад 15 населених пунктів. Серед них — Спірне, Білогорівка, Соледар, Бахмут, Іванівське, Кліщіївка, Курдюмівка, Дружба, Майорськ та Озерянівка Донецької області.
На Авдіївському напрямку знову обстріляно Водяне, Авдіївку, Красногорівку, Мар'їнку та Новомихайлівку на Донеччині.
На Новопавлівському напрямку противник завдав вогневого впливу по Времівці, Великій Новосілці, Пречистівці, Вугледару та Микільському Донецької області.
На Запорізькому напрямку росіяни відкривали вогонь поблизу 15 населених пунктів. Серед них — Зелене Поле і Новопіль на Донеччині; Ольгівське, Полтавка, Дорожнянка, Залізничне, Чарівне і Новоданилівка на Запоріжжі та Новосілка Херсонської області.
На Херсонському напрямку від вогню росіян постраждала цивільна інфраструктура н.п Гаврилівка, Дудчани, Качкарівка, Республіканець, Берислав, Львове, Іванівка, Інгулець, Інженерне, Антонівка та Херсон. Росіяни обстріляли Олешки, Голу Пристань, Плавень.
У тимчасово окупованому Криму тривала мобілізація населення. Військові комісаріати розпочали перевірку списків осіб, які ще не брали участі у широкомасштабному вторгненні в Україну, котрих планували призвати 2023 року.
У Первомайську Алчевського району на Луганщині в приміщенні місцевої школи окупанти розгорнули польовий шпиталь та лікують близько 100 військовослужбовців. Крім того, в приміщенні місцевого полового будинку, облаштованому під військовий шпиталь, проходять лікування понад 150 поранених злочинців з ПВК «Вагнер».
Українська авіація завдала 13 ударів по позиціях загарбників, а підрозділи ракетних військ і артилерії уразили 2 райони зосередження живої сили та військової техніки противника.

## 1-10 січня

### 1 січня

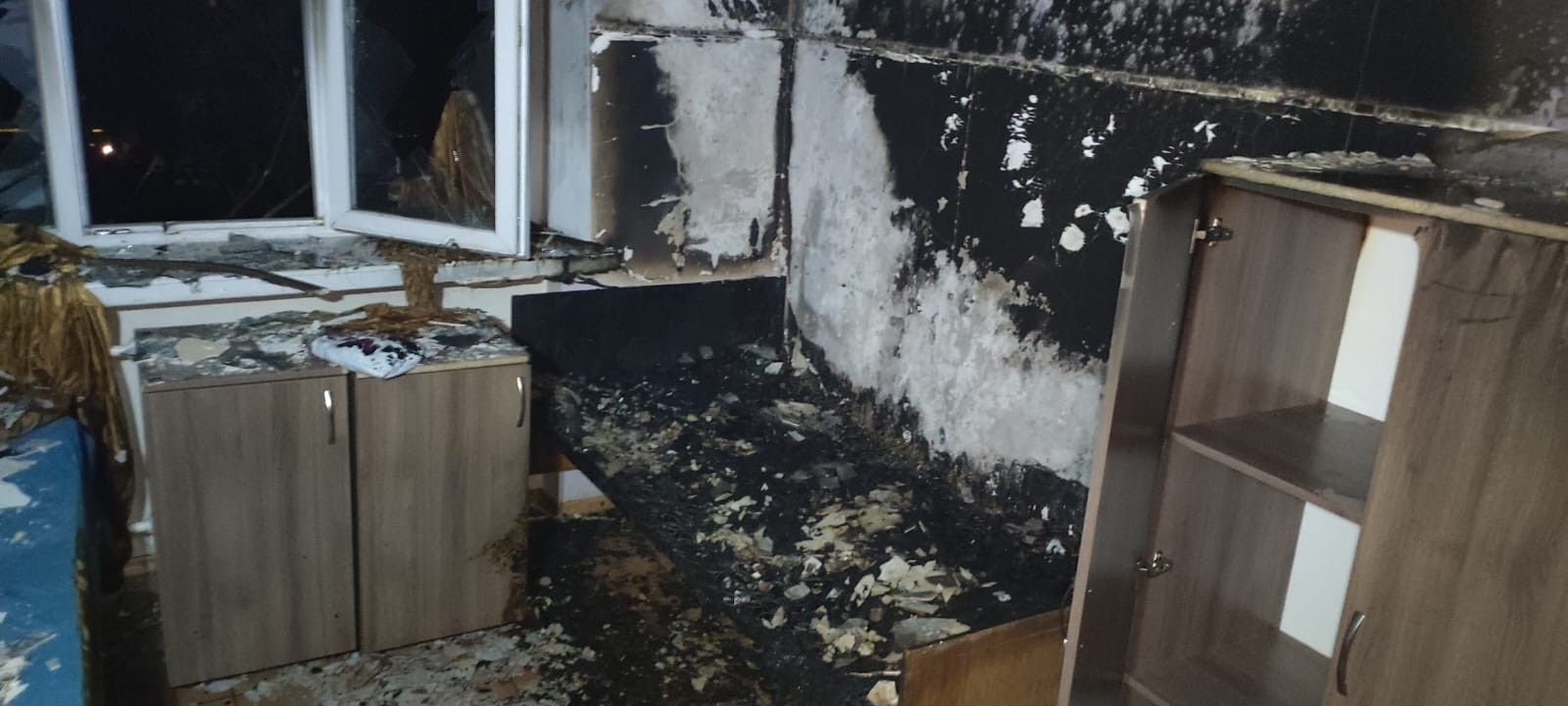
Херсонська дитяча лікарня після російського обстрілу в новорічну ніч

За добу ЗСУ відбили атаки окупантів в районах н.п. Стельмахівка і Білогорівка Луганської області та Роздолівка, Білогорівка, Соледар, Красна Гора, Бахмут, Кліщіївка, Озерянівка, Опитне і Красногорівка на Донеччині.
Протягом доби противник завдав 51 авіаційний удар, зокрема застосував 44 БпЛА Shahed-136, їх було збито, ворог здійснив 55 обстрілів з РСЗВ, зокрема і по дитячій лікарні міста Херсон. Також обстрілів зазнали прифронтові райони від Чернігівської до Херсонської області.
О 00:00 в тимчасово окупованій Макіївці на Донеччині у новорічну ніч було ліквідовано 400 загарбників, ще близько 300 було поранено. Російські ЗМІ заявили про загибель 89 терористів, а російський воєначальник Сергій Севрюков повідомив, що серед загиблих у Макіївці є заступник командира полку підполковник Бачурін.
У розвідці створили базу даних командирів РФ, що чинили військові злочини. У черговий раз обстріляно Торецьк Донецької області. У цілому, на Донеччині за добу окупанти завдали 18 ударів по 11 н.п. Внаслідок російського обстрілу  у Херсоні загинула одна дитина. Обстріляно одну з ТЕС. На сході України прикордонниками було знищено близько 10 загарбників та ворожу БМП, двох вбивць було взято до полону. Німеччина розпочала випуск САУ RCH-155 персонально для України.

### 2 січня
Росіяни зосередили зусилля на веденні наступальних дій на Бахмутському напрямку. Робить спроби покращити тактичне положення на Лиманському та Авдіївському напрямках, підсилює угруповання на Новопавлівському напрямку за рахунок підрозділів перекинутих з Херсонського напрямку.
За добу ЗСУ відбили атаки окупантів в районах н.п. Стельмахівка, Макіївка, Площанка, Білогорівка Луганської області; Роздолівка, Соледар, Красна Гора, Підгородне, Бахмут, Кліщіївка, Курдюмівка, Авдіївка, Мар'їнка Донецької області.

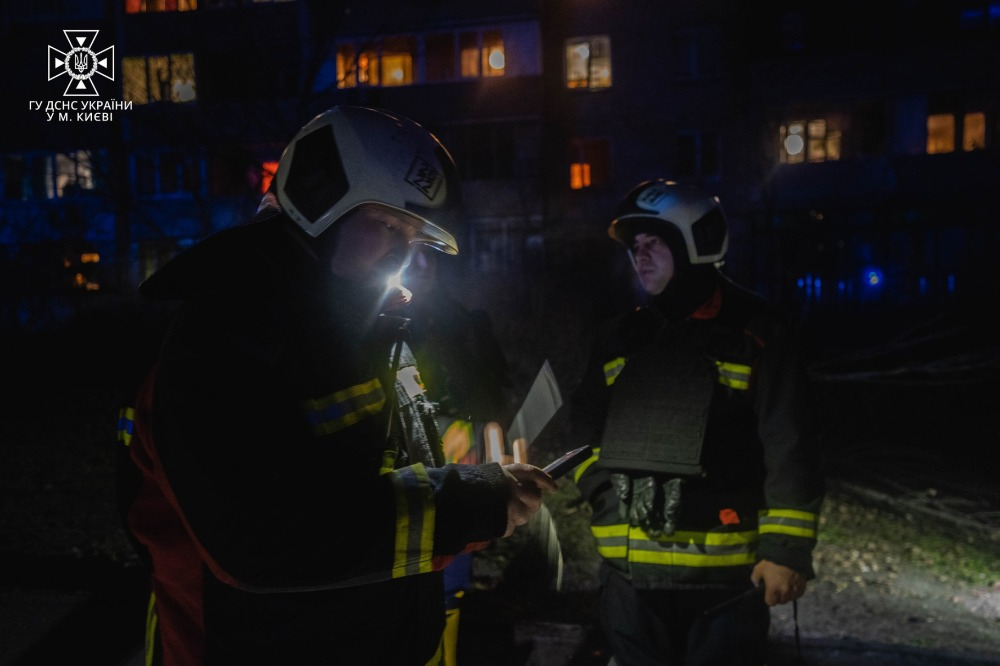
ДСНС ліквідує наслідки ударів по Києву

Противник завдав 6 ракетних та 52 авіаційних удари, здійснив 77 обстрілів з РСЗВ. Всі 6 ракетних, а також 30 авіаційних ударів ворог завдав по цивільній інфраструктурі. Крім того, всі 27 БпЛА «Shahed-136», які застосував противник, збиті Силами оборони України. Також обстрілів зазнали прифронтові райони від Сумської до Херсонської області.
Колишній командувач Сухопутних військ Польщі генерал Вальдемар Скшипчак сказав, що перший квартал 2023 року стане переломним у війні і Україна вийде з неї переможцем, для Росії ж не може бути жодних поступок — лише її ізоляція на міжнародній арені.

### 3 січня
Російські окупанти вели наступ на Бахмутському та намагалися покращити тактичне положення на Куп'янському, Лиманському та Авдіївському напрямках. На Новопавлівському, Запорізькому та Херсонському напрямках ворог оборонявся. ЗСУ відбили атаки окупантів в районах н.п. Стельмахівка і Білогорівка Луганської області та Соледар, Красна Гора, Бахмут, Майорськ, Мар'їнка, Новомихайлівка, Побєда і Красногорівка Донецької області.
Противник протягом доби завдав 7 ракетних, 18 авіаційних ударів та здійснив понад 85 обстрілів з РСЗВ, зокрема, по цивільній інфраструктурі міст Краматорськ Донецької області, Запоріжжя та Херсон. Є постраждалі серед мирного населення. Також обстрілів зазнали прифронтові райони від Чернігівської до Херсонської області.
Російські окупанти вночі завдали 2 ракетних ударів по місту Дружківка Донецької області. У наслідок ракетного обстрілу ЗС РФ зруйновано льодову арену «Альтаїр» де знаходився склад гуманітарної допомоги.
Втрати Росії під час її вторгнення в Україну з 24 лютого перевищили 108 тисяч. У Краматорську на Донеччині ракетним ударом пошкоджено понад 40 будинків, є поранений.
У недавно визволеному від російських військ селищі Олександрівка на Миколаївщині правоохоронці виявили чергову російську катівню.

### 4 січня

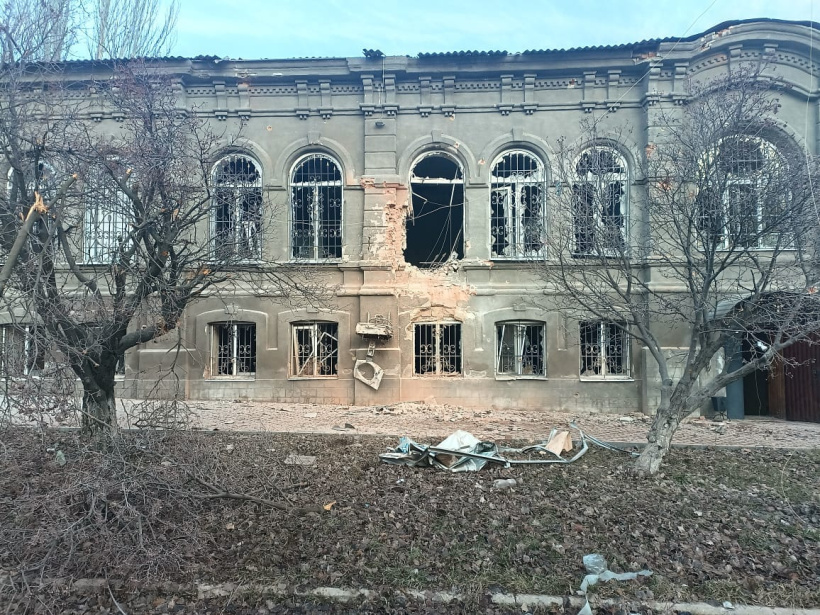
Купецький маєток кінця XIX — початку XX ст. у Бахмуті після обстрілу 4 січня

Росіяни продовжили наступ на Бахмутському напрямку. На Авдіївському та Куп'янському напрямках після наступальних дій успіху не мав. На Новопавлівському, Запорізькому та Херсонському напрямках продовжує вести активну оборону, обстрілює позиції ЗСУ та цивільні об'єкти вздовж лінії зіткнення.
За добу підрозділи Сил оборони відбили атаки окупантів у районах н.п. Стельмахівка і Площанка Луганської області та Білогорівка, Соледар, Красна Гора, Виїмка, Підгородне, Бахмут, Курдюмівка, Майорськ, Північне, Водяне, Красногорівка, Веселе, Мар'їнка та Побєда на Донеччині.
Протягом доби російські окупанти завдали 3 ракетних, 13 авіаційних ударів та 68 обстрілів з РСЗВ, зокрема, по цивільній інфраструктурі міст Бахмут, Костянтинівка і Курахове Донецької області; Нікополь на Дніпропетровщині та Херсон. Є постраждалі, важкопоранені та загиблі серед мирного населення.
Ворог вночі випустив з десяток снарядів по Нікополю. Російськими військами було вбито одного жителя Донеччини, ще п'ятьох — поранили. Ворог обстріляв прикордоння України на Харківщини — поранені двоє людей. Ракетний удар по Запоріжжю: пошкоджено 8 багатоповерхівок, дитсадок та об'єкт інфраструктури.
Під Красноярськом у Росії місцеві партизани вночі зупинили військові ешелони. На Бахмутському напрямку ЗСУ знищили два склади боєприпасів противника. Обстріляно м. Бахмут з артилерії — уламки вбили двох жінок.
Вдень ЗСУ завдали удару по військовій комендатурі окупантів в центрі Василівки Запорізької області. Окупаційні війська стверджують по 5 загиблих і 15 поранених.

### 5 січня

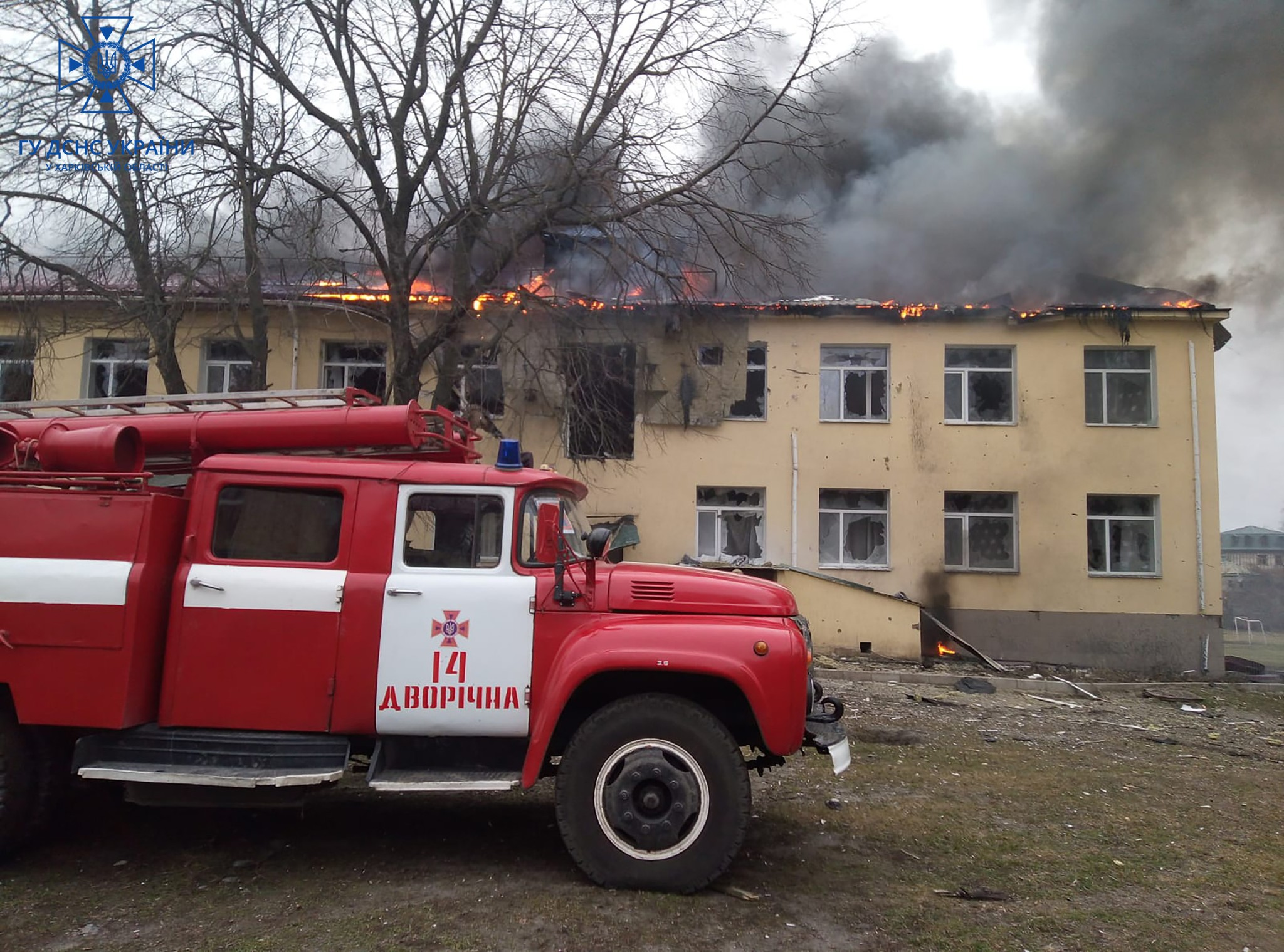
Школа у Дворічній після російського обстрілу

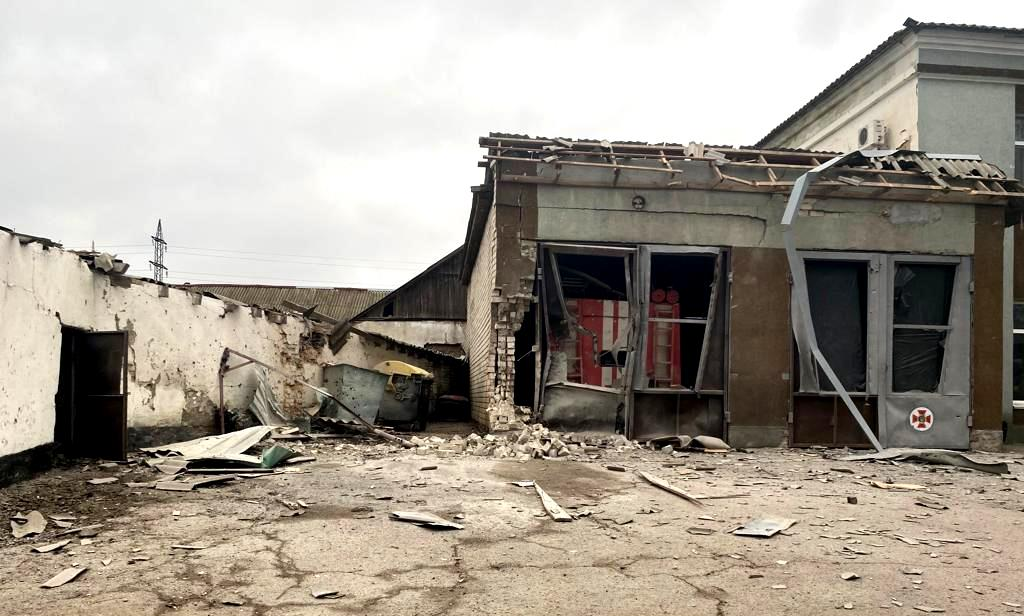
Пожежна частина в Херсоні після російського обстрілу

Основні зусилля противник зосереджує на спробах встановлення контролю над Донецькою областю, веде наступальні дії на Бахмутському та Лиманському напрямках. Намагається покращити тактичне положення на Куп'янському та Авдіївському напрямках, успіху не має.
За добу підрозділи Сил оборони України відбили атаки окупантів в районах населених пунктів Стельмахівка, Макіївка і Площанка Луганської області та Спірне, Соледар, Красна Гора, Бахмут, Кліщіївка, Курдюмівка, Первомайське, Мар'їнка і Побєда на Донеччині.
Протягом доби противник завдав 17 авіаційних ударів та здійснив 59 обстрілів з РСЗВ, зокрема, і по цивільній інфраструктурі. Також обстрілів зазнали прифронтові райони від Харківської до Херсонської області.
Окупанти вдарили по центру Херсона, загинув 20-річний хлопець, також було завдано удар по пожежній частині.
В результаті ранкового обстрілу російськими окупантами Чорнобаївки та Комишан Херсонської області четверо людей отримали поранення.

### 6 січня
Росіяни намагалися захопити Донецьку область у межах адміністративного кордону, вели наступальні дії на Бахмутському напрямку.
ЗСУ відбили атаки росіян у районах н.п. Стельмахівка, Макіївка, Діброва і Білогорівка Луганської області та Озарянівка, Соледар, Красна Гора, Підгородне, Бахмут, Кліщіївка, Сіль, Первомайське, Мар'їнка і Побєда на Донеччині. Протягом доби противник завдав ракетного удару та здійснив 20 обстрілів з РСЗВ. Також обстрілів зазнали прифронтові райони від Харківської до Херсонської області.
Росіяни повторно обстріляли пожежно-рятувальний підрозділ у Херсоні. Один рятувальник загинув. Ще четверо постраждали.
ЗСУ накрили артилерією скупчення ворога у Гаврилівці Другій, де було велике скупчення живої сили противника.

### 7 січня
ЗСУ відбили атаки росіян в районах 16 населених пунктів. Серед них — Стельмахівка, Макіївка і Білогорівка Луганської області та Роздолівка, Соледар, Бахмут, Залізне, Первомайське, Водяне і Побєда на Донеччині.
Зазнаючи втрат, ворог наступав на Бахмутському, Авдіївському та Лиманському та намагається покращити тактичне положення на Куп'янському напрямках. На Новопавлівському, Запорізькому та Херсонському — окупанти обороняються.
Незважаючи на оголошений росіянами «режим припинення вогню», вони завдали 9 ракетних, три авіаційних удари та здійснили 40 обстрілів з РСЗВ. Також обстрілів зазнали прифронтові райони від Харківської до Запорізької області.
Окупанти завдали масованих артилерійських обстрілів по території Гуляйполя
Близько 23:00 окупанти завдали ракетний удар по місту Мерефа — зазнало пошкоджень підприємство. Загинув 50-річний чоловік, ще один мирний мешканець отримав поранення.
Авіація ЗСУ завдала ударів по 21 району зосередження противника, а також 3 удари по позиціях його зенітно-ракетних комплексів. Підрозділи ракетних військ і артилерії ЗСУ уразили пункт управління, 5 районів зосередження живої сили та військової техніки і 2 склади боєприпасів ворога.
Вперше Різдвяну літургію в Успенському соборі Києво-Печерської лаври провів митрополит ПЦУ Єпіфаній, очільники УПЦ (МП) до храму у зв'язку із закінченням терміну оренди, допущені не були.

### 8 січня
Противник вів наступ на Бахмутському, Авдіївському та Лиманському і намагався покращити положення на Куп'янському напрямках. ЗСУ відбили атаки росіян у районах н.п. Стельмахівка і Червонопопівка Луганської області та Соледар, Красна Гора, Підгородне, Бахмут, Кліщіївка, Водяне, Первомайське, Красногорівка, Мар'їнка, Побєда і Новомихайлівка на Донеччині, було збито три російські гелікоптери.
Російські окупанти протягом минулої доби завдали 7 ракетних та 31 авіаційний удар та здійснили 73 обстріли з РСЗВ.
Рано вранці було уражено склад боєприпасів окупантів на заводі «Гідромаш» в Мелітополі.
Україна та РФ провели перший у 2023 році обмін полоненими, з російського полону повернулися 50 захисників.
Росіяни продовжили обстріл Херсонської області, поранення зазнали троє мешканців. В Херсоні було влучання в електропідстанцію, що живить кілька котелень.
МО РФ заявили про нібито «численні жертви» серед ЗСУ у Краматорську, представники ЗСУ спростували ці дані, ці спростування підтвердили й західні ЗМІ, зокрема, Sky News.

### 9 січня

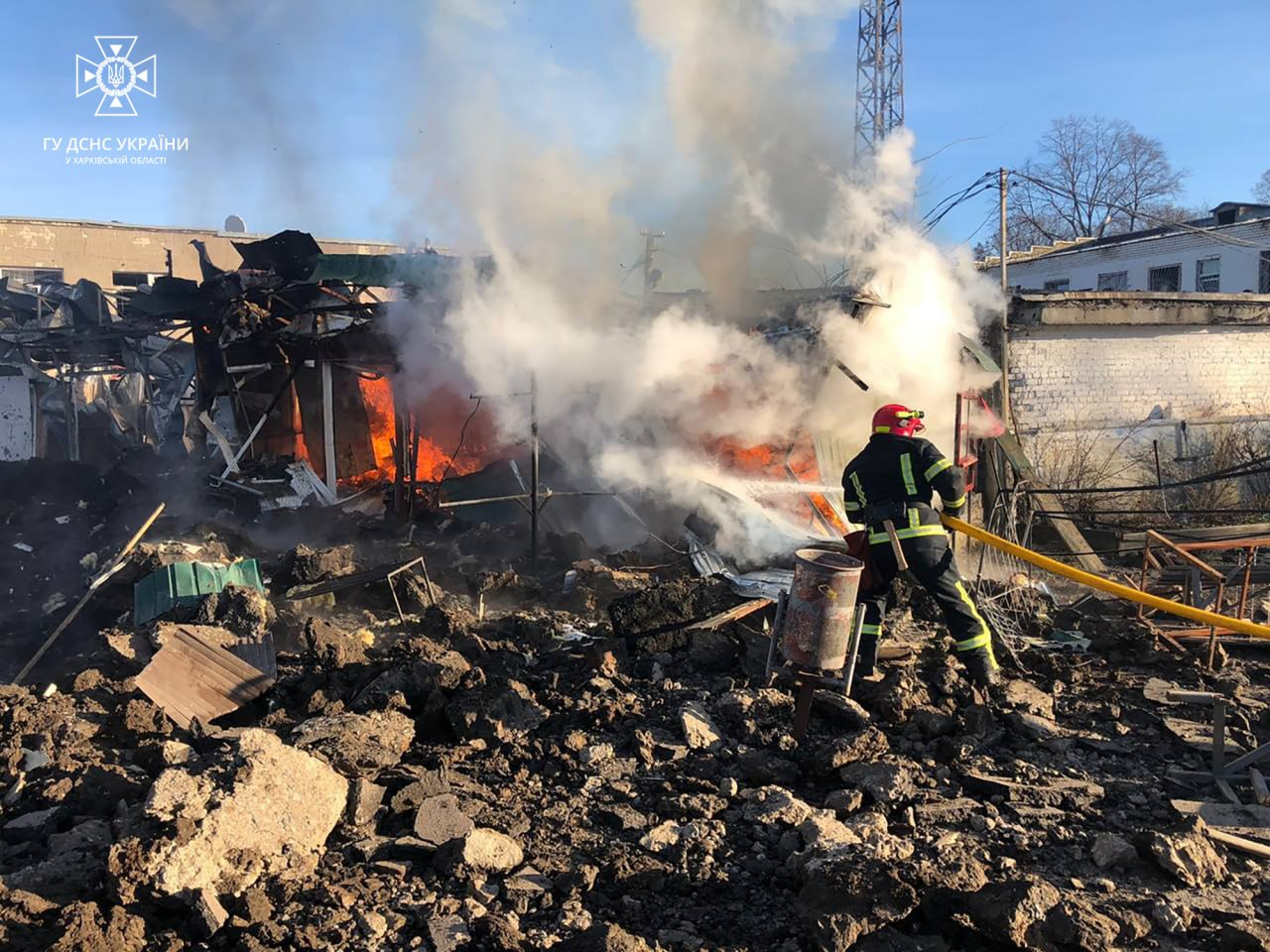
Шевченківський ринок після російського ракетного обстрілу; двоє загиблих та п'ятеро поранених

Росіяни вели наступ на Бахмутському, Авдіївському та Лиманському напрямках, намагаються покращити тактичне положення на Куп'янському напрямку, намагалися захопити Донецьку область.
ЗСУ відбили атаки окупантів в районах н.п. Білогорівка, Червонопопівка, Кузьміне Луганської області та Соледар, Білогорівка, Підгородне, Бахмут, Кліщіївка, Водяне, Курдюмівка, Майорськ, Мар'їнка і Побєда Донецької області.
Протягом доби противник завдав 8 ракетних та 31 авіаційний удар. Здійснив 63 обстріли з РСЗВ, в тому числі по цивільній інфраструктурі міст Харків, Херсон, Краматорськ Донецької області та Очаків на Миколаївщині. Є постраждалі серед мирного населення. Також обстрілів зазнали прифронтові райони від Чернігівської до Херсонської області.
Зранку російські військові завдали ракетного удару по місцевому ринку селищу Шевченкове Куп'янського району Харківської області. Відомо про двох загиблих жінок, п'ять постраждалих госпіталізували.
Росіяни обстріляли Нікопольський район із важкої артилерії.

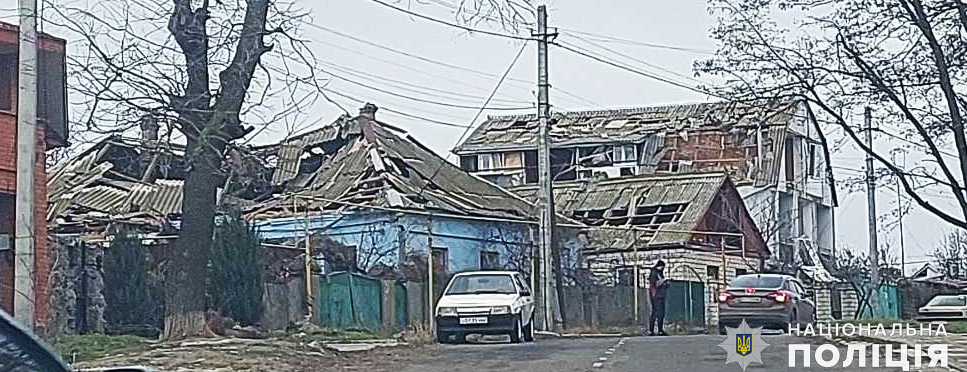
Будинки в Очакові після вибуху

Російська армія вдарила ракетою по захороненню корабельних мін часів Другої світової війни в Очакові. Вибухом пошкоджені понад 100 будинків і поранено 15 осіб, серед них — дворічна дитина; трирічна дитина загинула.
Ворог ударив по Херсону. Внаслідок влучення снаряда спалахнула пожежа у приватному житловому будинку. Дві людини загинуло.
Пізно в вечері ворог обстріляв Краматорськ. Відомо про двох загиблих, в чиє авто було влучання.
У Росії помер науковий керівник «Алмаз-Антея», розробник ракет «Калібр», якими обстрілюють територію України — Павло Камнєв.

### 10 січня
ЗСУ відбили атаки окупантів в районах н.п. Гряниківка Харківської області, Стельмахівка — Луганської та Спірне, Роздолівка, Веселе, Бахмут, Кліщіївка, Майорськ, Водяне, Невельське, Красногорівка, Мар'їнка і Пречистівка на Донеччині.
Тривали важкі бої за Соледар, куди перекинув додаткові сили з-під Бахмуту. Ворог не враховує великих втрат свого особового складу і продовжує активно штурмувати. Підступи до позицій ЗСУ просто всіяні тілами загиблих бійців противника.
В той же час противник завдав 6 ракетних та 16 авіаційних ударів. Здійснив понад 50 обстрілів з РСЗВ, зокрема, по цивільній інфраструктурі Харківської, Донецької та Херсонської областей. Також обстрілів зазнали прифронтові райони від Сумської до Херсонської області.
Президент Зеленський заявив, що позбавив громадянства України народних депутатів Віктора Медведчука, Тараса Козака, Андрія Деркача та Рената Кузьміна. Увечері російські окупанти завдали удару по Харкову і влучили у склад піротехніки.

## 11-20 січня

### 11 січня

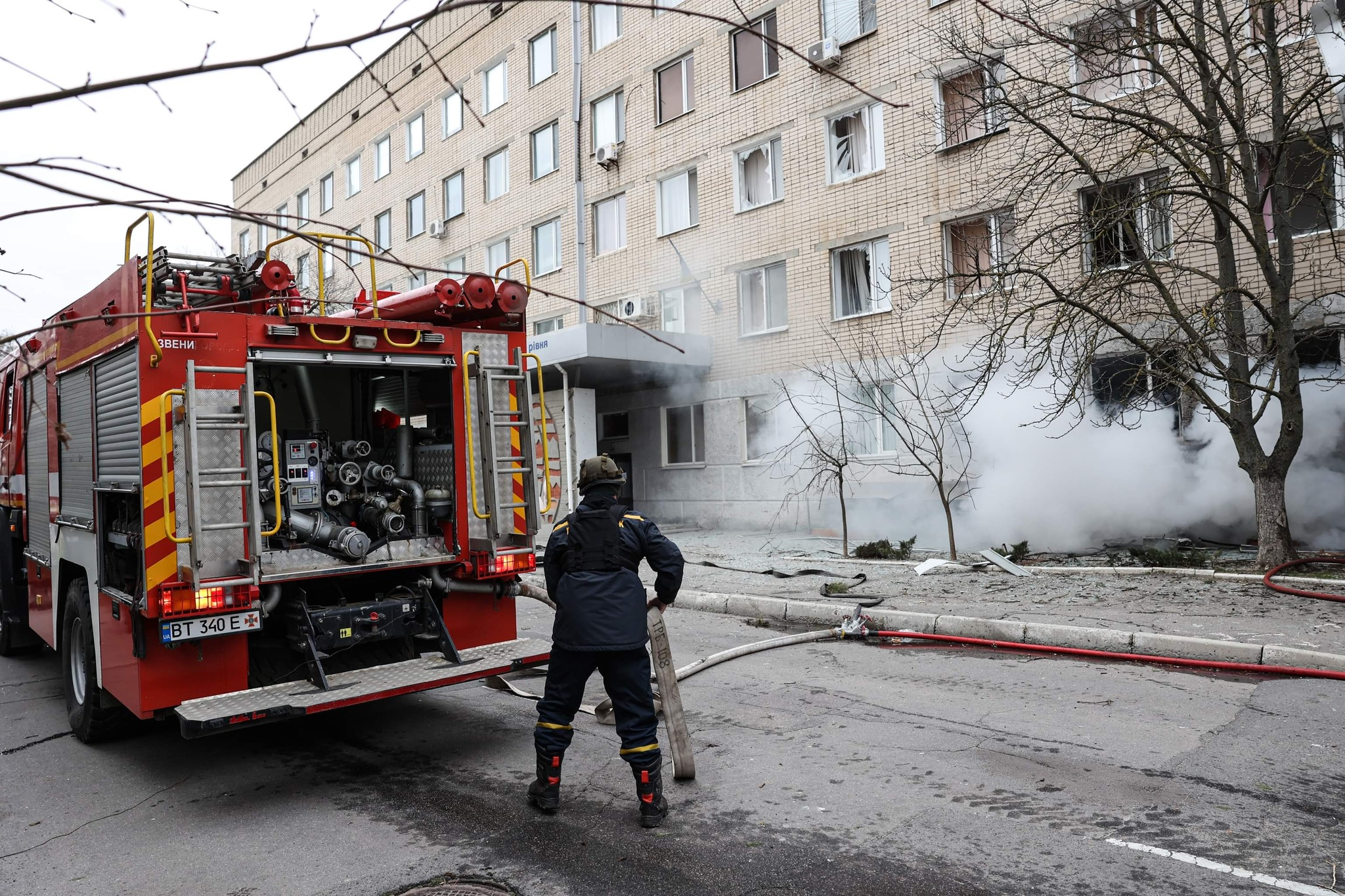
Пологовий будинок у Херсоні після російського обстрілу. Згоріла кімната для персоналу лікарні.

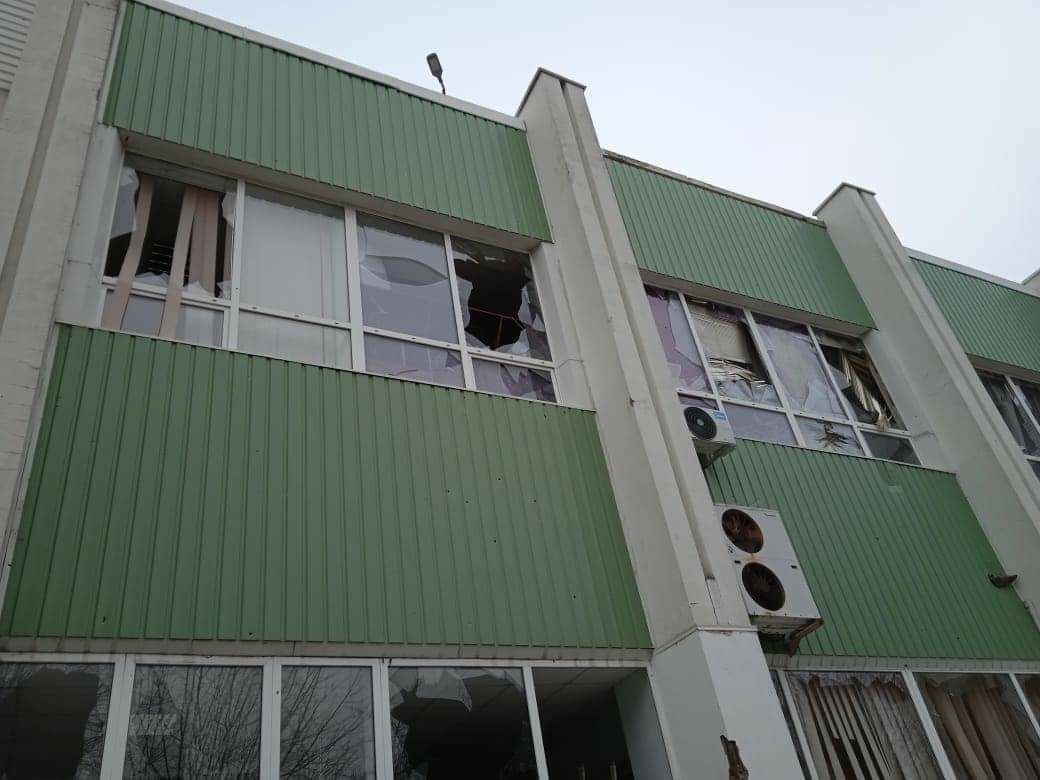
Херсонський державний університет після обстрілу

ЗСУ відбили атаки в районах н.п. Стельмахівка і Кремінна на Луганщині та Роздолівка, Сіль, Красна Гора, Парасковіївка, Підгородне, Бахмут, Кліщіївка, Майорськ, Первомайське і Красногорівка Донецької області. Найбільш тяжкі бої відбувалися в районі Соледару та Бахмуту. Незважаючи на сильні бої, перегрупування та використання найманців з ПВК «Вагнера», росіяни не змогли захопити Соледар, попри заяви окупантів, що місто впало і тепер Бахмут знаходиться в оточені. У Соледарі залишилось 523 мирних жителів, із них 15 дітей.
Протягом доби окупанти завдали 4 ракетних (по цивільних об'єктах міст Лиман та Часів Яр Донецької області) та 23 авіаційних удари. Окрім того, здійснили 69 обстрілів з РСЗВ. Також обстрілів зазнали прифронтові райони від Сумської до Херсонської області. Зокрема, російські війська обстріляли Шалигинську та Есманьську громади.
Армія РФ завдала удару по об'єкту критичної інфраструктури в Микільському Херсонській області, три людини зазнали поранень. У Херсоні росіяни обстріляли пологовий будинок.
У Львові президенти Польщі та Литви підписали із Зеленським декларацію Люблінського трикутника.
Омбудсмени України — Дмитро Лубінець та РФ — Тетяна Москалькова провели зустріч у Туреччині, де обговорили гуманітарні проблеми та надання правозахисної допомоги громадянам двох країн.
Міністр оборони РФ Сергій Шойгу призначив командувачем об'єднаного угруповання військ начальника Генштабу Валерія Герасимова, з жовтня цю посаду обіймав Сергій Суровікін.

### 12 січня

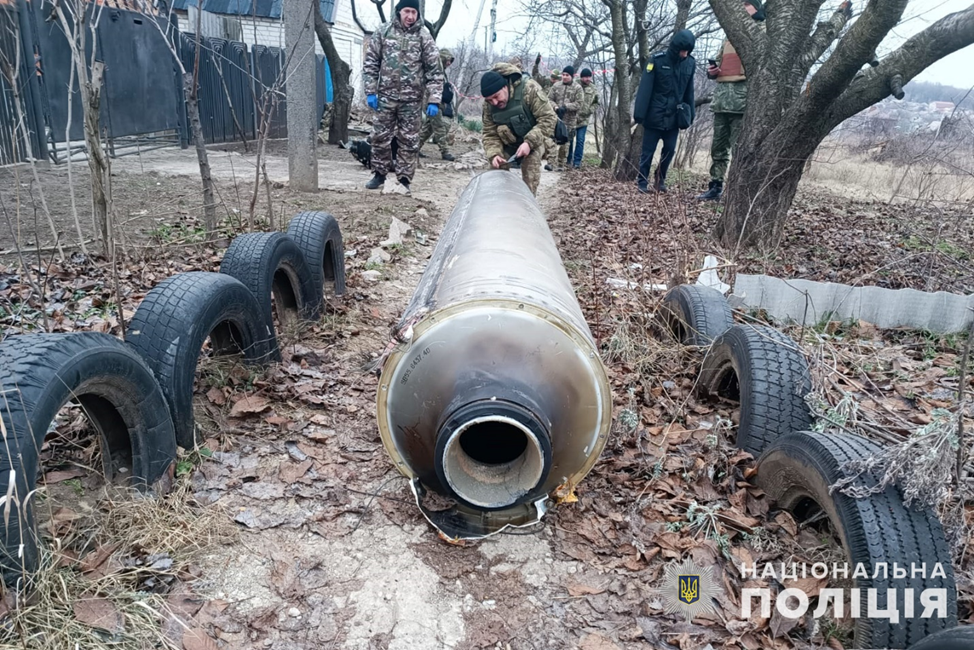
Рештки ракети С-300 в Запоріжжі

ЗСУ відбили атаки окупантів в районах н.п. Стельмахівка, Макіївка і Білогорівка Луганської області та Спірне, Роздолівка, Сіль, Красна Гора, Підгородне, Бахмут, Кліщіївка, Предтечине, Курдюмівка, Водяне, Невельське, Красногорівка, Мар'їнка та Велика Новосілка Донецької області. Надходять суперечливі повідомлення про втрату ЗСУ Соледара.
В той же час противник завдав 5 ракетних ударів по мирних містах Костянтинівка, Краматорськ та Запоріжжя. Також окупанти  здійснили 52 обстріли з РСЗВ та 18 авіаударів. Артобстрілів зазнали прифронтові райони від Чернігівської до Херсонської областей.
Кореспондент «Радіо Свобода» Рікард Юзвяк повідомив, що «ЄС не вводить санкції проти Білорусі через прохання України» (мова йде про введення саме нових санкцій) У Херсоні пролунали кілька вибухів. Вночі російські терористи обстріляли Гуляйполе, загинула жінка, кілька людей було поранено.
Після складних переговорів і за посередництва комітету Червоного Хреста вдалося повернути 54 тіла захисників з Оленівки.

### 13 січня
Російські окупанти зосереджували зусилля на захопленні Донецької області, продовжуючи наступ на Бахмутському та Авдіївському напрямках. На Куп'янському та Лиманському — спроби покращити тактичне положення. ЗСУ відбили атаки окупантів в районах н.п. Площанка, Білогорівка і Червонопопівка Луганської області та Роздолівка, Сіль, Красна Гора, Бахмут, Кліщіївка, Водяне, Кремінна, Побєда, Майорськ, Мар'їнка та Велика Новосілка на Донеччині.
Росіяни завдали 15 авіаційних та 5 ракетних ударів, з них 2 по цивільній інфраструктурі Костянтинівки Донецької області. Здійснив понад 95 обстрілів з РСЗВ, зокрема і по Херсону. Артобстрілів зазнали прифронтові райони від Чернігівської до Херсонської областей.
Російські загарбники вночі обстріляли базу в Херсоні, де припарковано комунальні автобуси. Через обстріли пошкоджено 16 автобусів, також понівечено легкові автомобілі, склади та будівлю для охорони.
У ввечері в тимчасово окупованому росіянами Бердянську (Запорізька область) підірвали автомобіль ватажка окупаційної адміністрації Бердянського району Олексія Кичигіна, сам колаборант не постраждав.
Речниця державного концерну «Укроборонпром» Наталія Сад повідомила, що продовжуються етапи випробовування БПЛА українського виробництва з корисним навантаженням в 75 кг та дальністю польоту до 1000 км.

### 14 січня

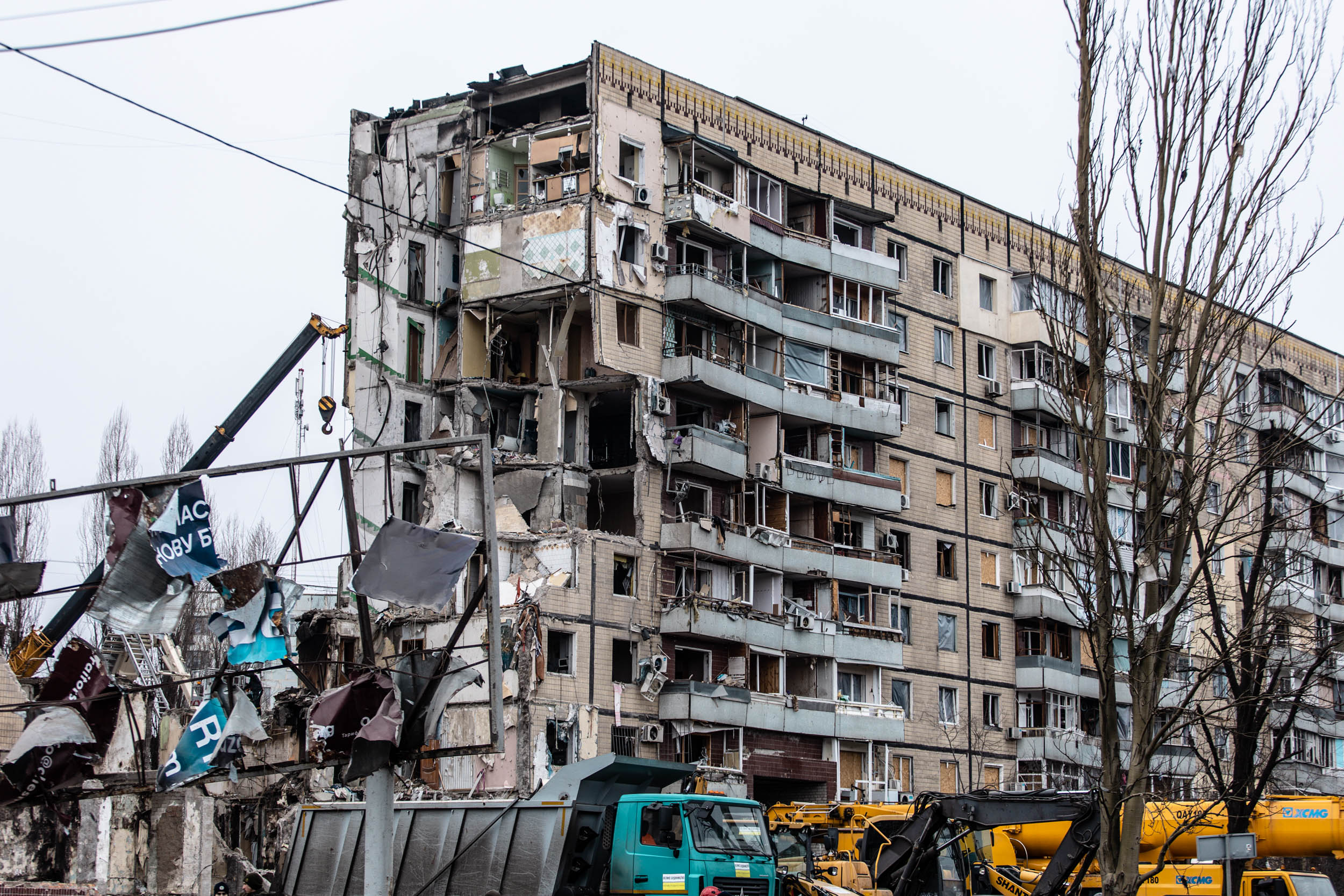
Зруйнований ракетним ударом будинок у Дніпрі 14.01.2023

Росіяни намагалися захопити Донецьку область, зосередили зусилля на наступі на Бахмутському, Лиманському, Авдіївському та Новопавлівському напрямках, на Куп'янському — намагалися покращити тактичне положення.
ЗСУ відбили атаки окупантів в районах н.п. Макіївка і Білогорівка Луганської області та Верхньокам'янське, Спірне, Білогорівка, Сіль, Соледар, Бахмут, Кліщіївка, Новобахмутівка, Красногорівка, Водяне, Майорськ і Мар'їнка Донецької області.
Протягом доби росіяни завдали 3 авіаційних та 57 ракетних ударів, здійснили 69 обстрілів з РСЗВ, зокрема, по цивільній інфраструктурі.
Для завдання ракетних ударів ворог застосував зенітні керовані ракети С-300/С-400. Також здійснив 41 пуск крилатих ракет повітряного і морського базування та керованих авіаційних ракет, що є високоточною зброєю. 26 ракет знищили сили ППО ЗСУ.
О 06:09 ворог завдавав ударів з РСЗВ по місту Очаків та Очаківській громаді. Внаслідок чого пошкоджені вікна у багатоповерхівці, відбулося займання гаража та двох автомобілів.

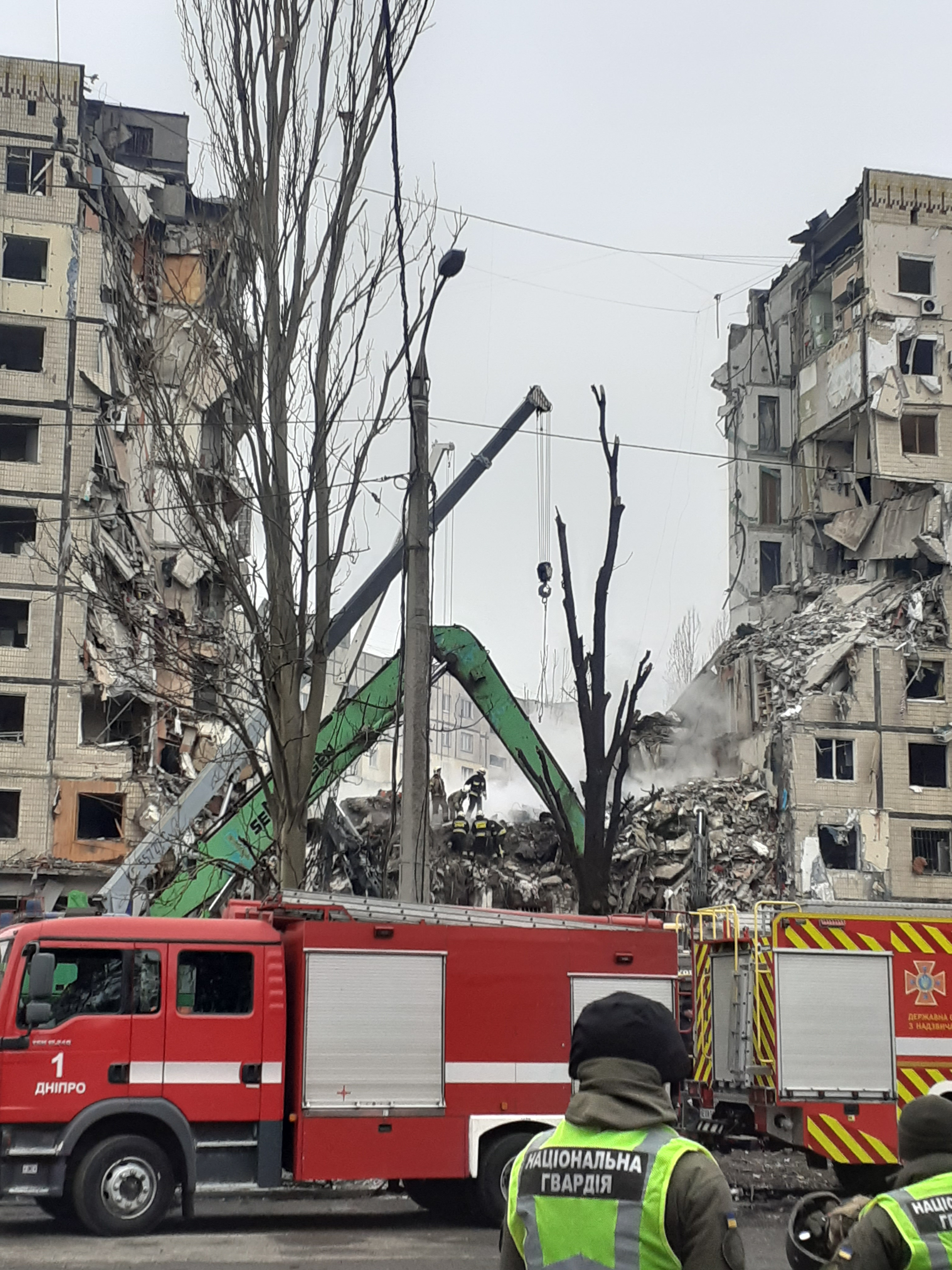
Розбомблений під'їзд будинку 14.01.2023

Армія російської федерації завдала чотирьох ударів за допомогою комплексів С-300 по інфраструктурі Індустріального району Харкова.
Росія здійснила чергову масовану ракету атаку на Україну. Постраждали інфраструктурні об'єкти Харкова, Львівської області, а також Київ, Дніпро, Кривий Ріг.
По Києву було запущенно експериментальну ракету 48Н6ДМ з пускової установки С-300, що буоа розташована під Брянськом.
В Дніпрі російська ракета влучила у багатоквартирний будинок: загинуло 46 осіб (зокрема, 6 дітей), поранено 80 (16 дітей), врятовано 39 (серед них 5 дітей). мер міста Борис Філатов, вважає, що цілью атаки могла бути Придніпровська ТЕС.
У Кривому Розі ракета влучила у приватний сектор, одна людина загинула.
На територію Молдови після обстрілу РФ втретє, з початку масштабної війни впали уламки ракети у Бричанському районі на кордоні з Україною.
У наслідок ворожого обстрілу з РСЗВ Град було вбито 5 людей, та поранено 5 у Авдіївці (селище Курахівка та село Стара Миколаївка Іллінівська ОТГ Краматорський район)
Влада Великої Британії офіційно підтвердила передачу Україні танків Challenger 2, повідомив британський прем'єр-міністр Ріші Сунак

### 15 січня

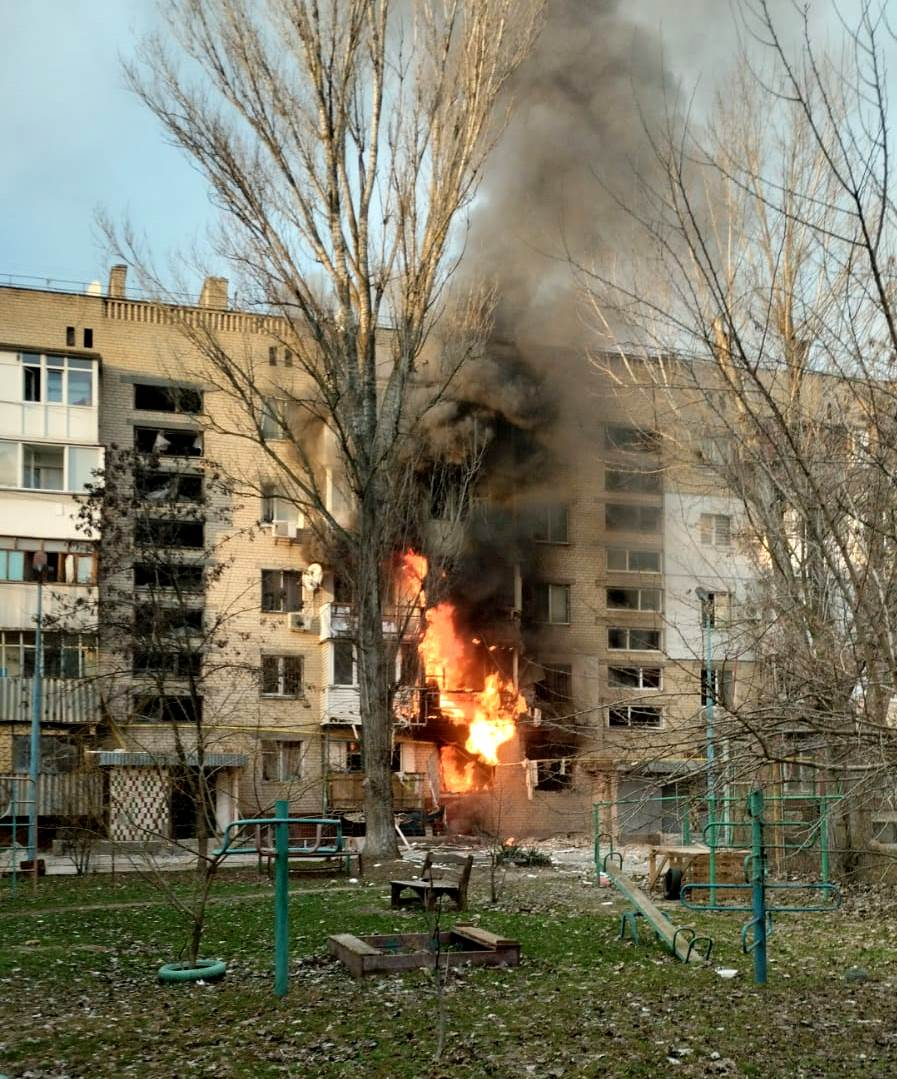
Будинок у Херсоні після російського обстрілу. Загорівся офіс Червоного Хреста на 1-му поверсі та балкони квартир. Цю ж будівлю вже було обстріляно в грудні 2022

ЗСУ відбили атаки окупантів в районах н.п. Білогорівка Луганської області та Верхньокам'янське, Краснополівка, Спірне, Сіль, Бахмут, Кліщіївка, Новобахмутівка, Велика Новосілка, Пречистівка, Красногорівка, Побєда, Новомихайлівка, Водяне, Майорськ та Мар'їнка на Донеччині.
Росіяни завдали 2 ракетних удари та здійснили понад 55 обстрілів з РСЗВ, зокрема, по цивільній інфраструктурі Запорізької, Дніпропетровської та Херсонської областей.
В Херсоні ворог поцілив в центр реабілітації дітей з інвалідністю. 7 людей зазнали поранень, також були прильоти по житловим кварталам, поранено одну людину.
Президент України підписав указ про введення персональних санкцій проти 198 діячів російської культури і медіасфери. (Указ від № 23/2023)
В тимчасово окупованому РФ Севастополі пролунала серія вибухів.

### 16 січня
ЗСУ відбили атаки окупантів в районах понад 20 населених пунктів, в тому числі: Білогорівка Луганської області; Верхньокам'янське, Спірне, Краснопопівка, Сіль, Соледар, Білогорівка, Бахмут, Північне, Кам'янка, Водяне, Невельське, Мар'їнка, Побєда Донецької області.
Росіяни завдали 2 ракетних і 7 авіаударів та здійснили 70 обстрілів з РСЗВ, зокрема, по цивільній інфраструктурі, є поранені та загиблі серед мирного населення. З артилерії і танків обстрілювались прифронтові райони від Харківської до Херсонської областей.

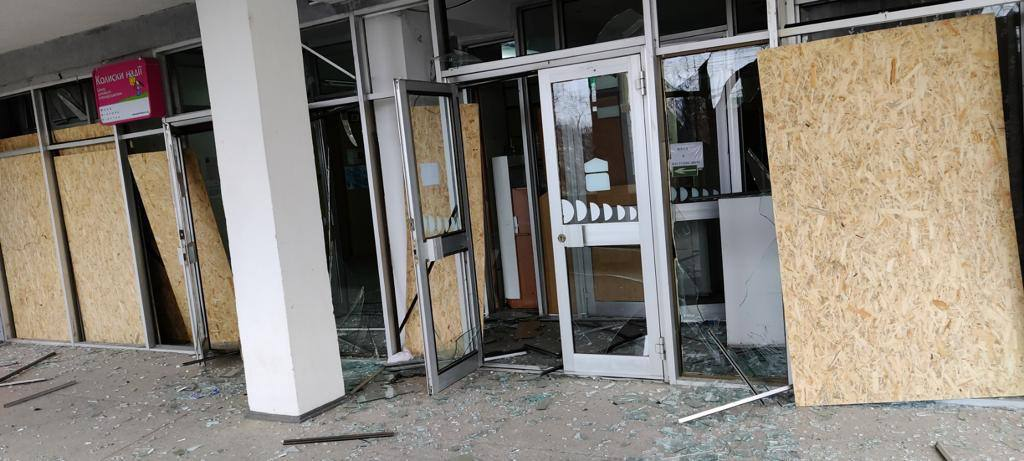
Херсонська обласна дитяча клінічна лікарня після обстрілу

Вранці російські війська вдарили по Херсону із артилерії. Знову під обстрілом були оселі містян, дитячі та медичні заклади, в тому числі обласну дитячу клінічну лікарню. Була значна кількість обстрілів і Херсонської області, одна людина загинула, двоє отримали поранення. Нікопольський район Дніпропетровської області було обстріляно з важкої артилерії, росіяни випустили щонайменше 15 снарядів по Марганецькій та Червоногригорівській громадам.

### 17 січня
ЗСУ відбили атаки окупантів в районах Білогорівка Луганської області та Сіль, Красна Гора, Бахмут, Кліщіївка, Водяне, Невельське, Мар'їнка і Побєда на Донеччині. 6 ракетних, три з яких по цивільних об'єктах міст Куп'янськ та Краматорськ, а також 14 авіаційних ударів завдали росіяни протягом минулої доби. Також здійснили 95 обстрілів з РСЗВ. З артилерії і танків російські окупанти обстрілювали прифронтові райони від Чернігівської до Херсонської областей.

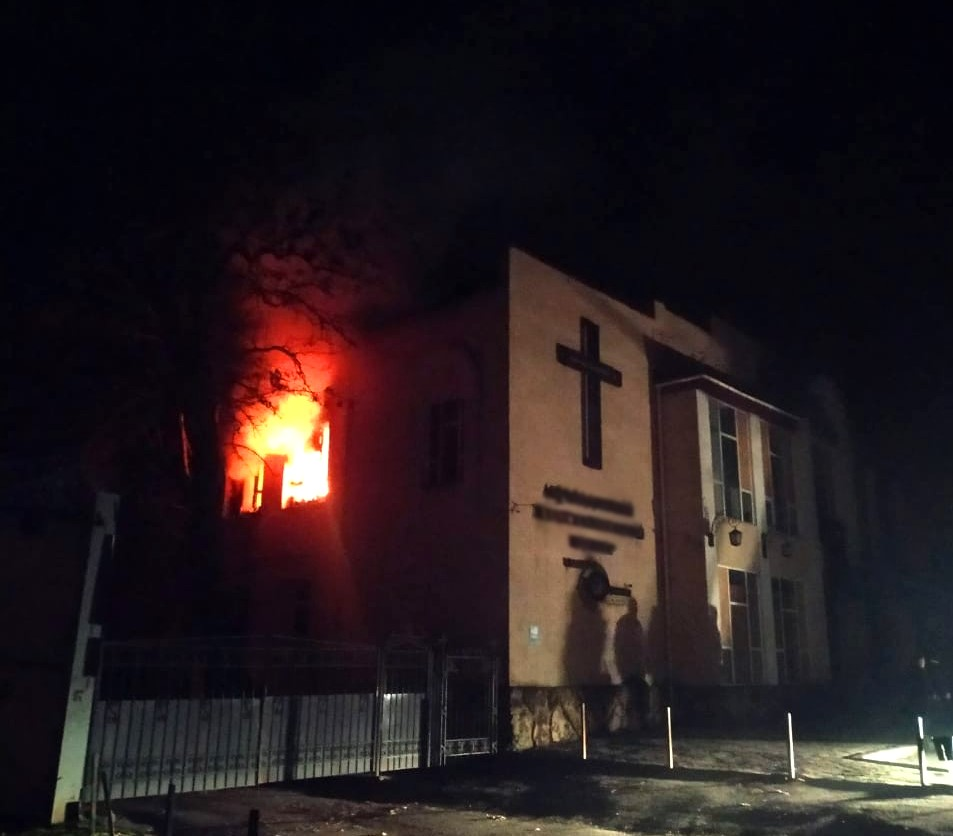
Церква в Херсоні після обстрілу

Вдень у Херсоні кілька разів поспіль лунали вибухи, повітряну тривогу оголошено не було. Херсон росіяни обстріляли 26 разів, вкотре атакували житлові квартали міста. Ворожі снаряди поцілили в об'єкт критичної інфраструктури та житлові будинки. Загалом Херсонщину атакували 83 рази, поранені чотири людини.
Вночі в Краматорську пролунали гучні вибухи. Ударом С-300 росіяни зруйнували автотранспортний коледж у Куп'янську. Протягом дня росіяни завдали 44 удари по прикордонню Сумської області.

### 18 січня
ЗСУ відбили атаки окупантів в районах н.п. Білогорівка Луганської області та Терни, Верхньокам'янське, Соледар, Сіль, Красна Гора, Бахмут, Кліщіївка, Олександро-Шультине, Курдюмівка, Водяне, Мар'їнка, Побєда і Парасковіївка Донецької області.
В той же час противник завдав 25 авіаційних ударів та здійснив понад 85 обстрілів з РСЗВ. З артилерії і танків російські окупанти обстрілювали прифронтові райони від Чернігівської до Херсонської областей.
За даними голови Conflict Intelligence Team російським військовим частинам вдалося дійти до західної частини Соледару. Після обіду росіяни обстрілювали Очаків Миколаївської області.
ЗСУ збили ворожий гелікоптер Ка-52 та експериментальний російський розвідувальний БПЛА «Мерлін-ВР»
Вранці в Броварах розбився гвинтокрил ДСНС, внаслідок авіакатастрофи загинуло керівництво МВС: міністр МВС Денис Монастирський, його перший заступник Євген Єнін, держсекретар МВС Юрій Лубкович. Всього відомо про 16 загиблих, з них 2 дітей. Троє з них 9 перебували на борту гвинтокрила, 22 потерпілих перебувають в лікарні, серед них 10 дітей.

### 19 січня
Росіяни основні зусилля зосередили на веденні наступу на Бахмутському та Авдіївському напрямках. На Куп'янському, Лиманському, Новопавлівському та Херсонському — обороняються.
ЗСУ відбили атаки окупантів в районах н.п. Новоселівське і Білогорівка Луганської області; Верхньокам'янське, Краснополівка, Соледар, Красна Гора, Парасковіївка, Бахмут, Іванівське, Диліївка, Водяне, Мар'їнка, Побєда, Новосілка Донецької області та Мала Токмачка і Степове на Запоріжжі.
Російські загарбники завдали протягом доби 9 ракетних і 23 авіаційних удари та здійснили понад 80 обстрілів з РСЗВ. З артилерії і танків російські окупанти обстрілювали прифронтові райони від Сумської до Херсонської областей.
Палата представників Нідерландів (нижня палата парламенту) проголосувала за надання Україні системи протиповітряної оборони Patriot для захисту від російських ракет.
Європарламент проголосував за створення спеціального трибуналу для РФ та Білорусі. «За» це рішення проголосували 427 парламентаріїв, проти — 19.
Угорщина заблокувала виділення Україні сьомого траншу в розмірі 500 мільйонів євро з Європейського фонду миру, який спрямовується на військову допомогу. Вето Будапешта викликало обурення серед дипломатів ЄС, оскільки воно не має жодного обґрунтування, окрім того, що сприяє Росії.

### 20 січня

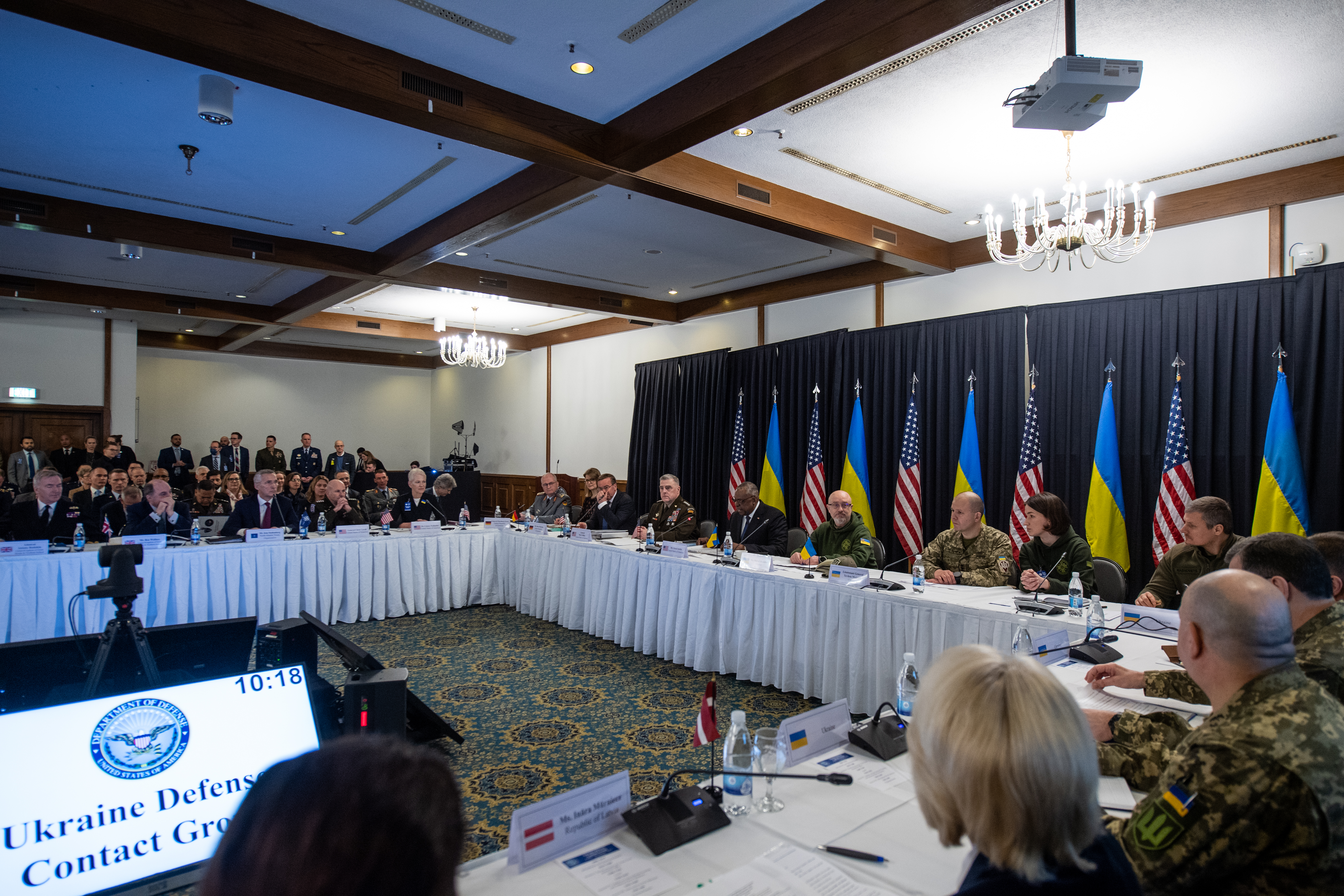
Міністр оборони США Ллойд Остін виступає на засіданні контактної групи з питань оборони на авіабазі Рамштайн. Зустріч зібрала представників ~50 країн, щоб визначити, як отримати військовий потенціал, необхідний Україні для відсічі російським військам

ЗСУ відбили атаки окупантів в районах н.п. Новоселівське, Площанка і Червонопопівка Луганської області та Білогорівка, Роздолівка, Васюківка, Красна Гора, Ягідне, Бахмут, Предтечине, Водяне і Мар'їнка на Донеччині.
Росіяни завдали 7 ракетних (3 з яких по містах Краматорськ і Гуляйполе) та 15 авіаційних ударів, здійснили 68 обстрілів з РСЗВ по цивільній інфраструктурі Нікополя та Марганецької громади. З артилерії і танків російські окупанти обстрілювали прифронтові райони від Сумської до Херсонської областей.
Російські війська обстріляли 21 населений пункт Запорізької області, є руйнування, жертва та поранені. У реєстр додалося ще 18 зруйнованих домівок.
Відбулася восьма зустріч у форматі Рамштайн Контактної групи з оборони України. У ній взяли участь міністри оборони близько 50 країн, від України. Західні партнери оголосили про черговий пакет військової допомоги Україні

## 21-31 січня

### 21 січня
Окупанти намагалися наступати на Авдіївському та Лиманському напрямках. Продовжують спроби наступу на Бахмутському напрямку, нарощують інтенсивність застосування авіації. ЗСУ відбили атаки загарбників у районах н.п. Новоселівське Луганської області та Терни, Серебрянське лісництво, Верхньокам'янське, Білогорівка, Красна Гора, Бахмут, Первомайське, Мар'їнка і Побєда на Донеччині.
Супротивник завдав 1 ракетний та 27 авіаційних ударів. Також здійснив 55 обстрілів з РСЗВ. З артилерії і танків російські окупанти обстрілювали прифронтові райони від Чернігівської до Херсонської областей.
У Бахмуті російські військові обстріляли багатоповерхівку. Вбито 2 людей, троє отримали поранення.
На Запорізькому напрямку від артилерійського вогню постраждали райони понад 25 населених пунктів. Зокрема, це Времівка і Новопіль на Донеччині та Ольгівське, Гуляйполе, Чарівне, Новоданилівка, Кам'янське і Плавні на Запоріжжі.
На Херсонському напрямку окупанти знову обстріляли з усього спектру артилерії Веселе Запорізької області та Козацьке, Новоберислав, Тягинку, Токарівку, Садове, Наддніпрянське та Херсон.

### 22 січня
Росіяни намагалися наступати на Лиманському, Авдіївському та Запорізькому напрямках. Продовжували наступальні дії на Бахмутському напрямку. На інших напрямках вели оборону. ЗСУ атаки окупантів в районах н.п. Стельмахівка і Новоселівське Луганської області та Виїмка, Роздолівка, Білогорівка, Парасковіївка, Бахмут, Ступочки, Новобахмутівка, Первомайське і Мар'їнка Донецької області. Особливо напружена ситуація залишається під Бахмутом.
Росіяни завдали 4 ракетних та 5 авіаційних ударів, здійснили понад 40 обстрілів з РСЗВ. З артилерії і танків обстрілювали прифронтові райони від Сумської до Херсонської областей, а також Харківщину. ЗСУ уразили російський катер при спробі висадки ДРГ близ Херсону.

### 23 січня
Росіяни продовжили вести наступ на Бахмутському та Авдіївському напрямках, попри численні втрати зі свого боку. На Куп'янському напрямку ведуть безуспішні наступальні дії, усі атаки противника були відбиті українськими оборонцями.
На Лиманському, Новопавлівському, Запорізькому та Херсонському напрямках ворог веде оборону.
ЗСУ відбили атаки окупантів в районах н.п.: Червонопопівка Луганської області; Білогорівка, Роздолівка, Сіль, Красна Гора, Бахмут, Кліщіївка, Новобахмутівка, Красногорівка, Водяне, Мар'їнка Донецької області.
Росіяни завдали 9 ракетних ударів по н.п. Харківської, Донецької та Запорізької областей, а також 27 авіаційних ударів. Також противник здійснив 79 обстрілів з РСЗВ. З артилерії і танків російські окупанти обстрілювали прифронтові райони від Чернігівської до Херсонської областей.
У селищі Антонівка на Херсонщині під час обстрілу загинув чоловік.
Російські окупаційні війська вдарили по житловому кварталу міста Часів Яр Донецької області. Загинула одна людина, ще двоє дістали поранення. Унаслідок атаки пошкоджено щонайменше дев'ять багатоповерхівок, перебито мережі постачання до мікрорайону електрики й газу.
Росіяни обстріляли прикордоння Чернігівської та Сумської областей, серед мирного населення були жертви. Також росіяни завдали ракетного удару по Краматорську.
Рада національної безпеки та оборони вирішила, що на час воєнного стану держслужбовці можуть виїжджати за межі України виключно у службові відрядження. Країни Євросоюзу погодили сьомий транш військової допомоги Україні у розмірі 500 млн євро.
Під Бахмутом загинув відомий український фігурист Дмитро Шарпар.

### 24 січня
Росіяни, зазнаючи численних втрат, не припиняли наступу на Лиманському, Бахмутському, Авдіївському  та Новопавлівському напрямках. На Куп'янському, Запорізькому та Херсонському — обороняються.
ЗСУ відбили атаки окупантів в районах н.п. Білогорівка Луганської області та Роздолівка, Красна Гора, Бахмут, Новобахмутівка, Красногорівка, Мар'їнка і Чарівне на Донеччині.
Протягом доби противник завдав 4 ракетних та 26 авіаційних ударів. Також здійснив понад 100 обстрілів із РСЗВ. З артилерії і танків російські окупанти обстрілювали прифронтові райони від Чернігівської до Херсонської областей.
Російські окупаційні війська завдали чергового удару по Херсону. Під удар потрапила одна із шкіл міста, в якій був відкритий «пункт незламності».
На Сіверському, Слобожанському, Куп'янському, Лиманському, Бахмутському, Авдіївському, Новопавлівському, Запорізькому та Херсонському напрямках були обстріляні райони понад 140 населених пунктів. Тривають жорстокі бої за місто Бахмут. Бойові дії проходять біля вулиці Незалежності, там ворога зупинили.
Нижня палата італійського парламенту (Палата депутатів) підтримала ухвалений раніше урядом декрет про постачання озброєнь Україні 2023 року. В новий пакет увійдуть керовані ракети Aspide.
Spiegel: Шольц погодився передати Україні танки Leopard 2.

### 25 січня

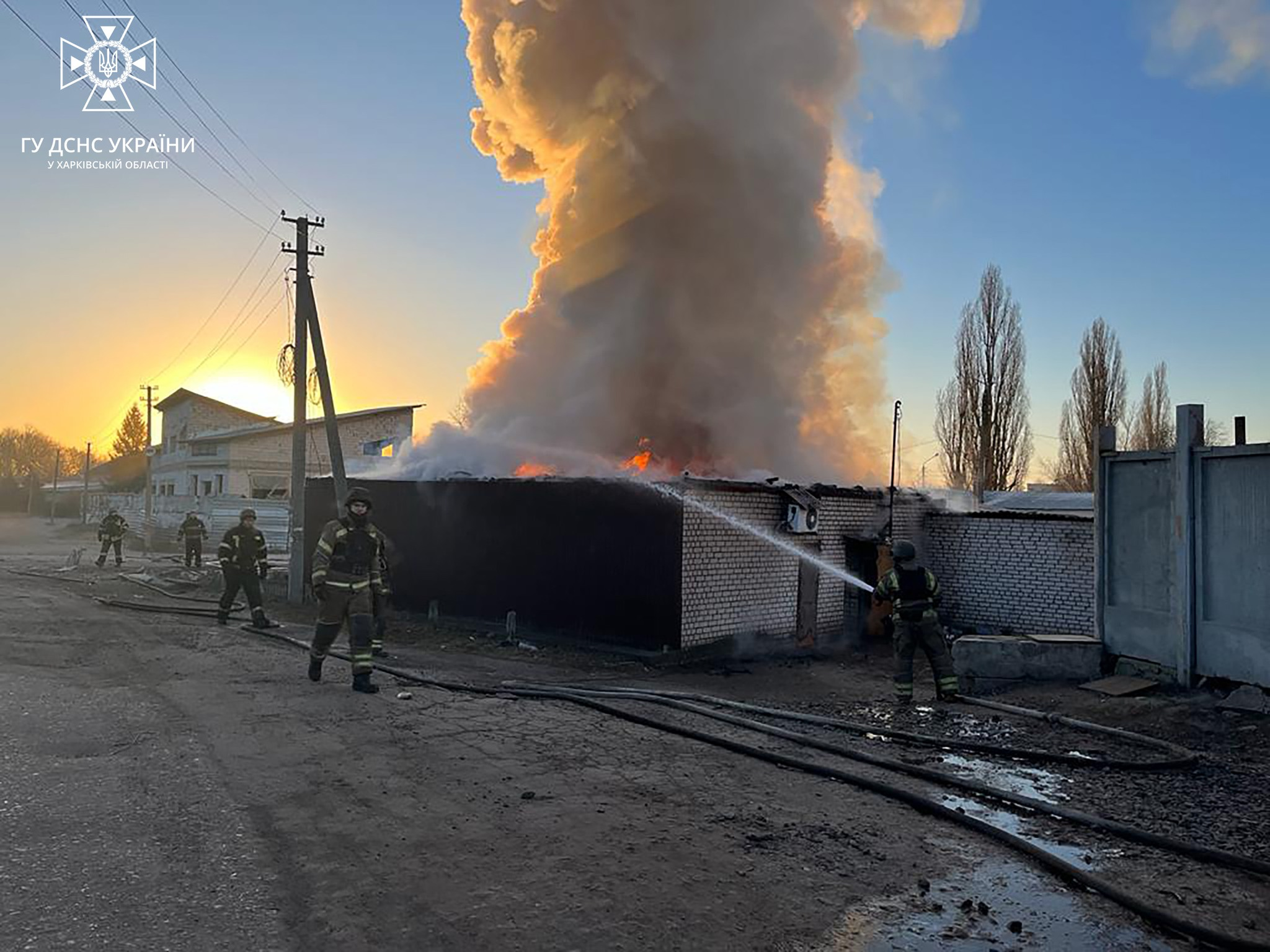
Пожежа після обстрілу Куп'янська

Зазнаючи втрат, росіяни продовжили спроби наступу на Бахмутському та Новопавлівському напрямках. На Лиманському та Авдіївському напрямках вели безуспішні наступальні дії. На Куп'янському, Запорізькому та Херсонському — обороняються.
ЗСУ відбили атаки окупантів в районах н.п. Червонопопівка Луганської області та Верхньокам'янське, Спірне, Роздолівка, Благодатне, Бахмут, Кліщіївка, Мар'їнка, Вугледар і Павлівка на Донеччині.
Супротивник завдав 37 авіаційних та 10 ракетних ударів, зокрема, по цивільній інфраструктурі міст Дніпро та Запоріжжя. Здійснив 97 обстрілів з реактивних систем залпового вогню, під ураження потрапили і житлові будинки у Херсоні. За попередньою інформацією, вночі ворог застосував 24 ударних іранських дрони «Шахед-136». Всі вони знищені Силами оборони України. Також здійснив понад 100 обстрілів із РСЗВ. З артилерії і танків російські окупанти обстрілювали прифронтові райони від Чернігівської до Херсонської областей.
Найзапекліші бої відбуваються біля Бахмуту та Вугледару.
Німеччина оголосила про надання Україні танків «Леопард-2» (14 танків) і про дозвіл іншим країнам експортувати німецькі танки, низка країн оголосили про намір приєднатися до міжнародної «танкової коаліції». США надішлють Україні 31 танк М1 «Абрамс», Польща — 14, Фінляндія — 14, Португалія — 4, Іспанія — 53, Нідерланди — 18, Норвегія — 8.

### 26 січня

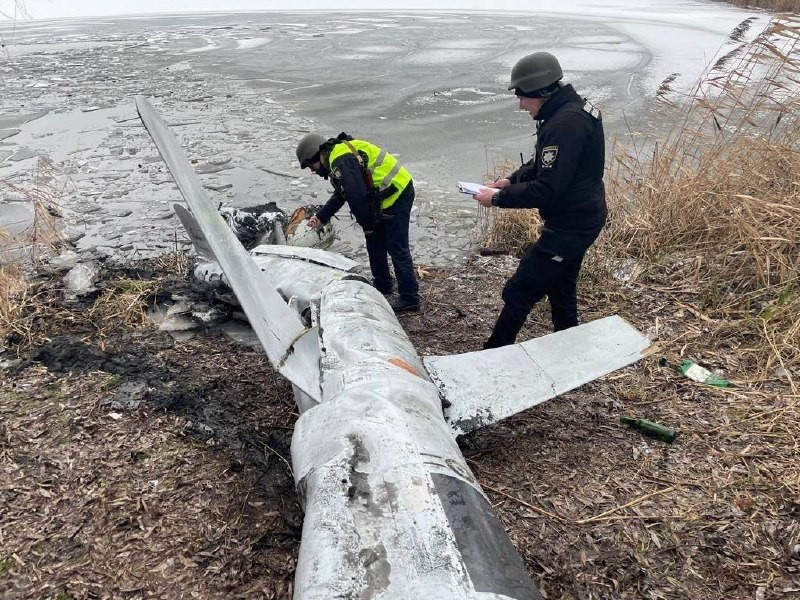
Збита ракета Х-55, яку дістали з озера в Київській області

ЗСУ відбили атаки окупантів в районах н.п. Площанка, Невське і Червонопопівка Луганської області та Верхньокамянське, Парасковіївка, Бахмут, Кліщіївка, Водяне, Невельське, Мар'їнка і Вугледар на Донеччині.
Супротивник завдав 44 авіаційних удари. 18 із них — з використанням БпЛА типу Shahed-136. Усі дрони-камікадзе збиті. Здійснив 70 пусків ракет повітряного та морського базування (Х-101, Х-555, «Х-47 Кинджал», «Калібр», Х-59) з літаків Ту-95, Су-35, МіГ-31К та кораблів з акваторії Чорного моря. ППО Збройних сил збила 47 з них, ще три ракети не досягли цілей. Також здійснив 125 обстрілів з РСЗВ. З артилерії і танків російські окупанти обстрілювали прифронтові райони від Чернігівської до Херсонської областей.
Зафіксоване влучання на території Вінниччини. Ураження енергетичної інфраструктури Київщини, Запоріжжі та Одещини. Під час атаки загинули 11 осіб. Над Вінницею йшли повітряні бої.
США визнали «ПВК «Вагнер»» транснаціональною злочинною організацією. Під санкції потрапили також партнери формування та інші компанії, які сприяють військовому комплексу Росії — загалом 6 фізичних та 12 юридичних осіб.
Територію Херсонщини було обстріляно 38 разів, 2 людини загинули, 7 жителів Херсонщини дістали поранення різного ступеня тяжкості.

### 27 січня
Росіяни наступали на Бахмутському, Авдіївському та Новопавлівському напрямках. На Куп'янському, Лиманському, Запорізькому та Херсонському напрямках — оборонялися.
ЗСУ відбили атаки окупантів в районах н.п. Білогорівка Луганської області та Роздолівка, Красна Гора, Бахмут, Іванівське, Кліщіївка, Дружба, Водяне, Мар'їнка, Побєда, Вугледар і Пречистівка Донецької області.
Росіяни завдали 10 ракетних, один з них по цивільній інфраструктурі Запоріжжя, і 26 авіаційних ударів та здійснили 81 обстріл з РСЗВ, зокрема, по цивільних об'єктах у Очакова й Часового Яру. Є поранені та загиблі серед мирного населення. З артилерії і танків російські окупанти обстрілювали прифронтові райони від Чернігівської до Херсонської областей.
Війська РФ атакували Часів Яр у Донецькій області — в результаті удару загинуло двоє людей, а ще п'ятеро отримали поранення.
Головнокомандувач ЗСУ Валерій Залужний ухвалив створення в Україні перших у світі ударних рот БПЛА.

### 28 січня

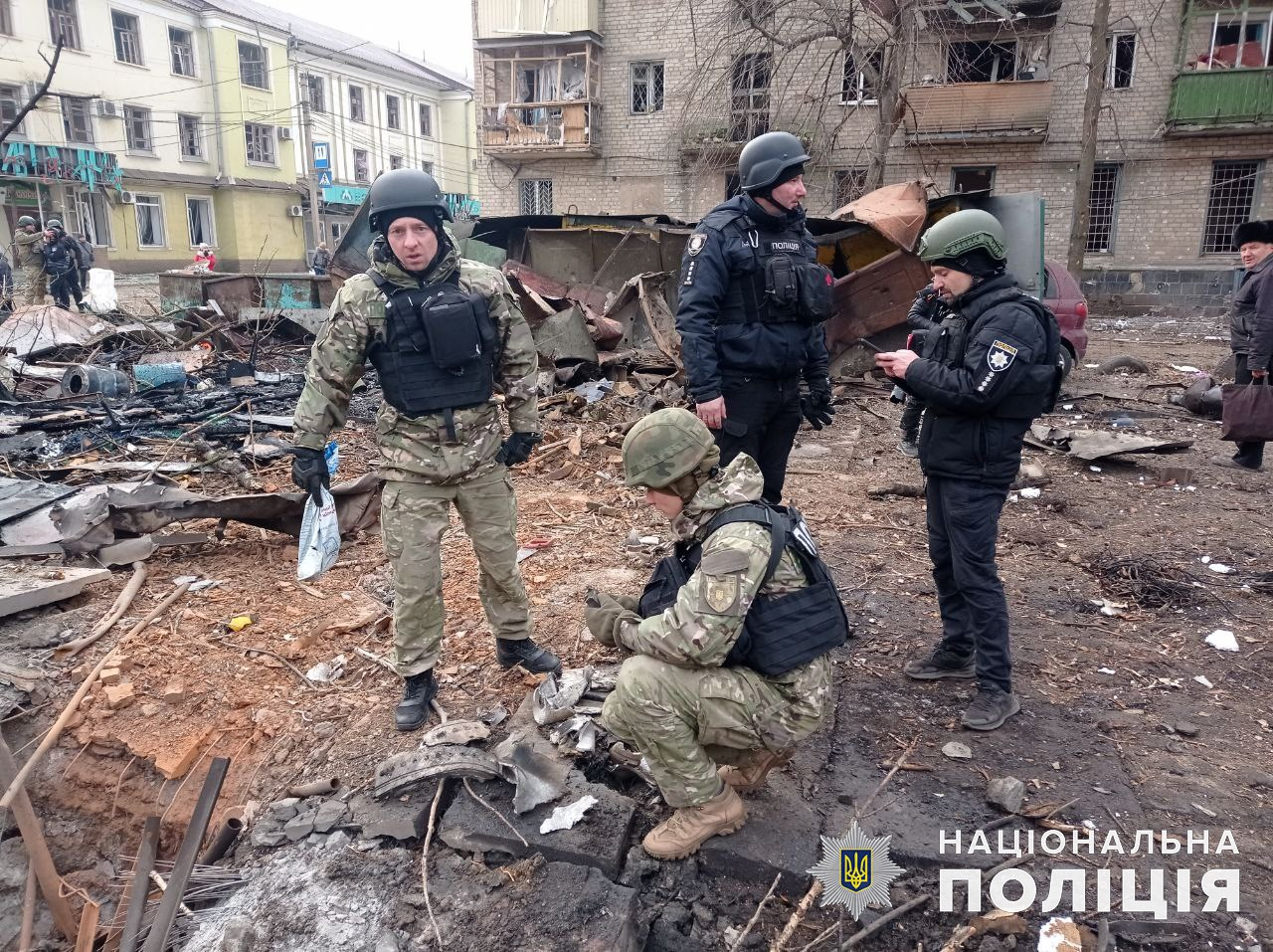
Костянтинівка після російського ракетного обстрілу; 3 людини загинули і 14 отримали поранення.

Росіяни вели наступ на Бахмутському, Авдіївському та Новопавлівському напрямках. На Куп'янському, Лиманському, Запорізькому та Херсонському — вели оборону.
ЗСУ відбили атаки в районах н.п. Діброва і Білогорівка Луганської області; Ямполівка, Верхньокам'янське, Роздолівка, Сіль, Благодатне, Парасковіївка, Бахмут, Іванівське, Кліщіївка, Новомихайлівка, Водяне, Мар'їнка, Побєда і Вугледар на Донеччині.
Росіяни завдали ракетного і 32 авіаційних удари та здійснили понад 65 обстрілів з РСЗВ. Зокрема, по цивільній інфраструктурі Донецької та Херсонської областей. Є поранені та загиблі серед мирного населення. З артилерії і танків російські окупанти обстрілювали прифронтові райони від Чернігівської до Херсонської областей.
Російські окупанти вранці завдали ракетний удар по Костянтинівці Донецької області, троє цивільних людей загинули, двоє поранено. Також пролунали вибухи в Херсоні.
Завдано значних руйнувань ракетою в місті Середина-Буда Шосткинського району. Окупанти завдавали артилерійських ударів по населеному пункту Очаківської громади Миколаївської області.
Близько опівночі ЗСУ було завдано ракетного удару по залізничній станції в Іловайську, де окупанти розвантажували свою техніку. Сумську область було обстріляно з мінометів.
Пізно ввечері низка військових об'єктів Ірану, який постачає військову продукцію росії, була атакована і пошкоджена БПЛА.

### 29 січня
Росіянни вели наступальні дії на Лиманському, Бахмутському, Авдіївському та Новопавлівському напрямках. На інших напрямках — оборонялися. ЗСУ відбили атаки в районах н.п. Білогорівка Луганської області та Ямполівка, Роздолівка, Васюківка, Парасковіївка, Бахмут, Іванівське, Кліщіївка, Курдюмівка та Озарянівка Донецької області.
Росіяни завдали авіаційного та трьох ракетних ударів, зокрема, по Харкову та місті Станіслав. Здійснив 44 обстріли з РСЗВ, зокрема і по населених пунктах. Є поранені та загиблі серед мирного населення. З артилерії і танків російські окупанти обстрілювали прифронтові райони від Чернігівської до Херсонської областей.
У Херсоні та області зранку лунали вибухи, також росіяни посилили наступ поблизу Сватового.
Росіяни обстріляли обласну клінічну лікарню Херсону, поранено 2 людей: медсестра та працівниця буфету.

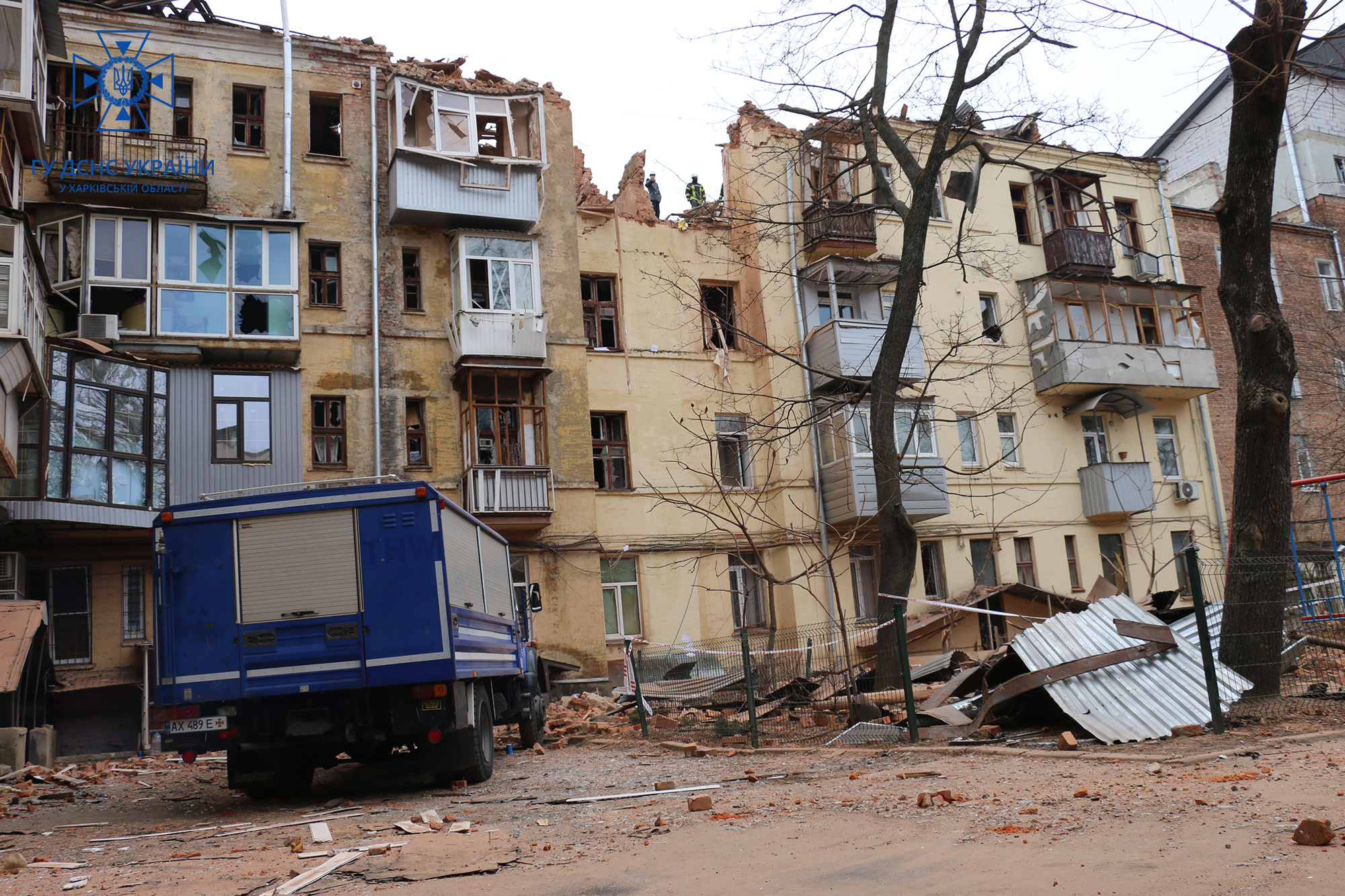
Будинок у Харкові після ракетного удару

Близько 23 години було завдано ракетного удару з комплекса С-300 по будинку в центрі Харкова (пам'ятка архітектури 1930 року). Одна людина загинула, ще 3 з різними ступенями ураження були доставлені до лікарні. Окупаційна адміністрація Запорізької області заявила, що ЗСУ вдарили із HIMARS по залізничному мосту через річку Молочну в селі Світлодолинське Мелітопольського району, загинули чотири людини з ремонтної бригади, ще п'ятеро поранених.
До 15 міської лікарні Ювілейного Луганської області доставлено до 300 найманців так званого ПВК Вагнер. Оскільки більшість із них є носіями таких захворювань як ВІЛ/СНІД, сифіліс, туберкульоз та пневмонія, російські лікарі відмовляються надавати їм медичну допомогу.

### 30 січня
Росіяни наступали на Лиманському та Бахмутському напрямках, зазнаючи великих втрат. Вели безуспішні наступальні дії на Авдіївському та Новопавлівському напрямках. На Куп'янському та Запорізькому напрямках — обороняли захоплені рубежі, просувалися в Бахмуті і навколо нього, намагаючись оточити місто.
ЗСУ відбили атаки окупантів в районах н.п. Новоселівське, Білогорівка Луганської області та Ямполівка, Спірне, Красна Гора, Парасковіївка, Бахмут, Кліщіївка, Іванівське, Авдіївка, Водяне, Первомайське і Вугледар на Донеччині.
Протягом доби загарбники завдали 3 авіаційних та 4 ракетних удари. Здійснили понад 60 обстрілів з РСЗВ, зокрема, по житлових будинках Херсону, Вовчанська та Очакова. Є постраждалі серед мирних жителів. З артилерії і танків російські окупанти обстрілювали прифронтові райони від Чернігівської до Херсонської областей.

### 31 січня
Росіяни не припиняли наступу на Лиманському та Бахмутському напрямках. Зазнали великих втрат. Вели безуспішні наступальні дії на Авдіївському та Новопавлівському напрямках.
ЗСУ відбили атаки окупантів в районах н.п. Ямполівка, Спірне, Роздолівка, Благодатне, Красна Гора, Бахмут, Кліщіївка та Парасковіївка Донецької області. ЗСУ знищили розвідроту росіян під Вугледаром.
Окупанти завдали 5 авіаційних та 6 ракетних ударів. Здійснили понад 65 обстрілів з РСЗВ. Ураження зазнала цивільна інфраструктура населених пунктів Сумської, Харківської, Миколаївської та Херсонської областей. З артилерії і танків російські окупанти обстрілювали прифронтові райони від Сумської до Херсонської областей.
На підступах до Бахмуту українські прикордонники знищили позицію росіян у лісосмузі. В Олешках Херсонської області російські окупанти завдали удару по церкві РПЦвУ.
Російські окупанти ввечері обстріляли Сумську область. За попередньою інформацією, ракета влучила у промислову будівлю Шостки.

## Підсумки січня 2023
У січні 2023 вздовж всієї лінії фронту тривали обстріли, активні бойові дії точились на східних ділянках — в районах Бахмута та Соледара, де намагалися наступати росіяни і на захід від Кремінної і Сватового. де росіяни вимушені були стримувати натиск ЗСУ. На початку місяця росіяни перекинули з-під Бахмута під Соледар додаткові сили (переважно, загони ПВК «Вагнер») і спромоглися витіснити ЗСУ з міста (орієнтовно 12-14 січня). Також ворог просунувся на околиці Бахмута, шляхи постачання гарнізону опинились під вогневим контролем росіян.
14 січня російські загарбники завдали масованого ракетного удару по цивільній та енергетичній інфраструктурі України. Всього ворог випустив 57 ракет, одна з яких одна (Х-22) влучила у 9-поверховий житловий будинок в Дніпрі на ж/м Перемога, в результаті чого загинуло 46 осіб, 9 зникли без вісті, а 80 отримали поранення.
19 січня Європарламент проголосував за створення спеціального трибуналу для РФ та Білорусі. За це рішення проголосували 427 парламентаріїв, проти — 19 європейських депутатів.
24 січня з'явились підтвердження, що уряд Німеччини погодився надати Україні танки німецького виробництва, а наступного дня про надання 31 американського танка оголосив президент США Джо Байден.
26 січня, після невдалої атаки Шахедами, росіяни здійснили спробу чергового масованого ракетного удару по Україні. З 55 ракет ППО ЗСУ збила 47, однак були влучання по інфраструктурі у Вінницькій і Одеській областях; загинуло 11 мирних мешанців.
Продовження хронології — у статті Хронологія російського вторгнення в Україну (лютий 2023).